# Monasterio de San Salvador (Celanova)
El monasterio de San Salvador es un antiguo monasterio gallego fundado por san Rosendo, en el año 936 en la villa de Celanova. Según Urero la consagración del monasterio de Celanova tuvo lugar, según la fecha documental, en 942.
Es el principal monumento de Celanova, capital de la comarca de Tierra de Celanova (provincia de Orense), a unos 25 km de Orense. En la actualidad, y siendo de propiedad pública desde la desamortización del siglo XIX sirve como Ayuntamiento e Instituto.
Fue declarado monumento nacional en 1931 y premio Europa Nostra en el año 1984.

## Historia
El monasterio lo fundó el propio san Rosendo, obispo de Mondoñedo y Santiago, y poseedor de los títulos de arcediano de Celanova, conde de Bande, marqués de Sande y capellán de la Casa Real, así como dominio en más de cincuenta entidades entre monasterios, prioratos e iglesias, en tierras que pertenecían a su mismo hermano, el conde Froilán Gutiérrez. El primitivo monasterio, que en un principio constaba de pocas edificaciones, se construyó entre los años 936 y 942; fue engrandeciéndose poco a poco gracias a las tierras y privilegios concedidos por los familiares del fundador, así como por los reyes de León y Castilla.
Según cuenta la tradición, el joven Rosendo recibió en sueños una revelación por la cual debía fundar en el lugar de Vilar, actual Celanova, un cenobio. Según la leyenda, san Rosendo subió a un monte cercano a Celanova, lanzó desde allí una piedra, y en el lugar donde la piedra cayó fue donde el Santo levantó el cenobio.
San Rosendo, que había erigido con anterioridad el monasterio de San Juan de Caaveiro, para la fundación de San Salvador de Celanova trajo un grupo de monjes de San Estevo de Ribas de Sil, y nombró abad a san Frankila, bajo la regla de San Benito. Tras su fundación y tras la renuncia a la Sede Compostelana y a organizar la defensa de Galicia contra los normandos junto al conde Gonzalo Sánchez, san Rosendo ingresó en el monasterio, llegando a ser abad a la muerte de Frankila en el año 959, hasta su fallecimiento en el año 977.
De este primitivo monasterio sólo queda la pequeña capilla de San Miguel, ubicada en lo que debió ser anteriormente una capilla dedicada a San Martín.
En 1506 el monasterio se unió a la Congregación de Castilla, de este modo se inicia una nueva etapa, que le concede mayor esplendor. La importancia del monasterio fue creciendo con el tiempo y en el siglo XVI el mismo Carlos I barajó la idea de retirarse a este monasterio, aunque prefirió finalmente el monasterio de Yuste por la climatología más benigna.La importancia del monasterio durante los siglos XVII y XVIII, así como su poder económico y social, quedaron reflejados en las reformas que el monasterio llevaba a cabo con el paso de los años, llegándose a reconstruir todo el monasterio.
En el siglo XIX se produjo la desamortización, y esto supuso el abandono del monasterio como ocurrió con otros muchos de todo el territorio español. El concejo pasó a ser el propietario de las instalaciones y la iglesia monacal pasó a ser templo parroquial honrando a san Rosendo. La iglesia se construyó en el siglo XVI, iniciándose en 1653 y acabándose en el año 1687. Puede considerársele un ejemplo de transición del renacimiento al barroco. El resto de las instalaciones pasaron a propiedad de instituciones públicas, que las utilizaron para diversos menesteres. De hecho, los Escolapios, tuvieron una escuela y se dedicaron a la enseñanza allí, hasta 1929. Después en las instalaciones estuvieron durante breves periodos de tiempo: Agustinos, Salesianos e incluso la Ciudad de los Muchachos.
Durante la guerra civil española, el monasterio fue utilizado como prisión por el bando sublevado. Durante ocho años, albergó a 1300 presos, procedentes especialmente de Asturias.
En la actualidad, tras una remodelación que le valió el premio Europa Nostra, las instalaciones monacales se utilizan para albergar diferentes instituciones municipales y regionales, como lo es el propio ayuntamiento, la biblioteca, un instituto de secundaria, la oficina de turismo o el Servizo Galego de Colocación.

## Descripción del monasterio y la iglesia
El monasterio que hoy puede visitarse no es más que el resultado de la evolución histórica que a lo largo del tiempo unas veces experimentó y otras sufrió el edificio.

El primitivo monasterio, que se inició en los tiempos del fundador, estaba compuesto por un conjunto de pequeñas edificaciones levantadas en las inmediaciones de una antigua capilla dedicada a san Martín, entre las que documentalmente se sabe por el monje Ordoño de Celanova que eran las siguientes:
- Una iglesia con tres ábsides dedicados a san Salvador, san Pedro y san Juan apóstol.
- El pequeño templo, que no supera los 9 metros de largo, dedicado a san Miguel Arcángel, de estilo de fusión, es decir, una mezcla de características cristianas y musulmanes que suele vincularse con el mozárabe siendo ambos resultado de sincretismo cultural al ser zonas fronterizas.[11] La edificación data del año 937[9], aunque más concretamente este estilo debería denominarse de fusión, pues une características cristianas y musulmanes al tratarse este de un territorio fronterizo. Actualmente es considerada monumento nacional.[6]
- Viviendas para monjes.
- Viviendas para trabajadores del cenobio.
- Viviendas para peregrinos y huéspedes.

Posteriormente estas construcciones aisladas, probablemente muy humildes en su configuración arquitectónica inicial, dieron lugar al levantamiento de un monasterio propio de la arquitectura del románico, el cual todavía fue visto y descrito por Mauro Castellá Ferrer discípulo del célebre poeta Fray Luis de León que escribió una obra titulada Historia del apóstol Santiago, que imprimió a principios del siglo XVII):
“La iglesia con la torre mayor que para antigua es muy grande, hermosa, y de muy buena bóveda coronada toda de almenas y saeteras, que bien parecía soldado y caballero”.
El monasterio, en la actualidad, está formado por la Iglesia, dos claustros y las dependencias monacales.

## La iglesia actual de San Rosendo en Celanova
La actual iglesia del monasterio puedes visitar su web en el siguiente enlace Página web de la iglesia de San Rosendo se construyó sobre el templo medieval, siguiendo los planos de Melchor de Velasco Agüero, arquitecto clasicista con el que colaboran otros monjes arquitectos, desarrollándose los trabajos entre los años 1661 y 1687.

### Exterior de la iglesia de San Rosendo, Celanova
El monasterio y la iglesia de San Rosendo ocupan la mayor parte de una plaza en la que pueden contemplarse diferentes aspectos de arte gallego en forma de viviendas y otro tipo de dependencias, además del monasterio en sí. El medio de la plaza lo ocupa una fuente del siglo XVIII que se encontraba en un pasado en uno de los claustros del interior del monasterio.
Externamente destaca de forma singular su fachada. Fue la primera obra que se inició tras la constitución y el desarrollo del monasterio, con la intención de realizar un nuevo edificio para este, que se amoldara a las circunstancias positivas del momento. Se trata de una construcción solemne y reposada, que trató de transformar la iglesia románica primitiva, en un templo clasicista y barroco. En ella destacan las imágenes de san Benito (centro), san Rosendo (derecha), con una piedra en una de sus manos, haciendo referencia a la leyenda que narra el lugar elegido para el cenobio y el obispo de Guadix san Torcuato (izquierda, copatrón de la villa junto a san Rosendo), así como el escudo abacial bajo una espectacular corona vaciada presidiendo el edificio.

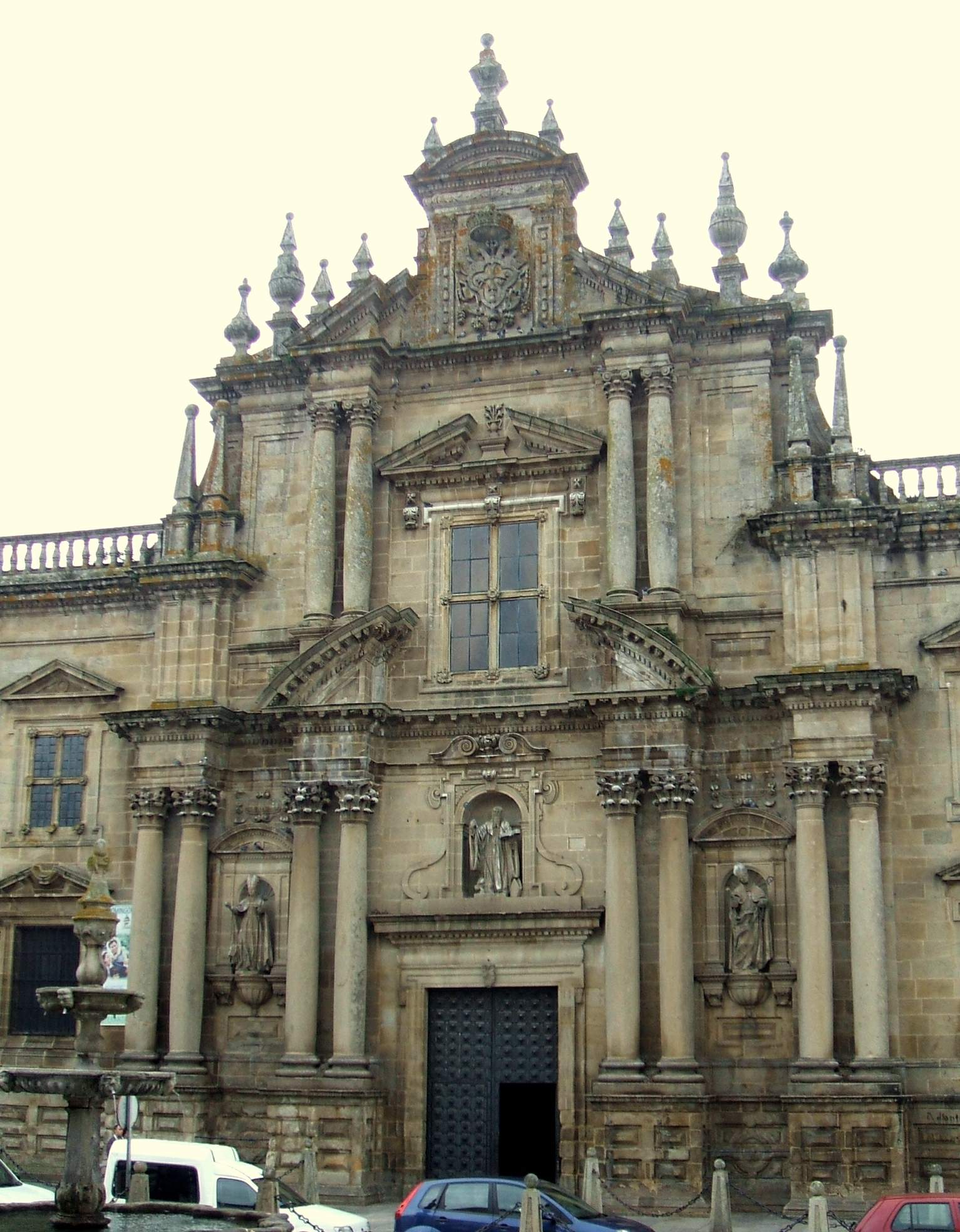
Vista general de la fachada de la iglesia de San Rosendo
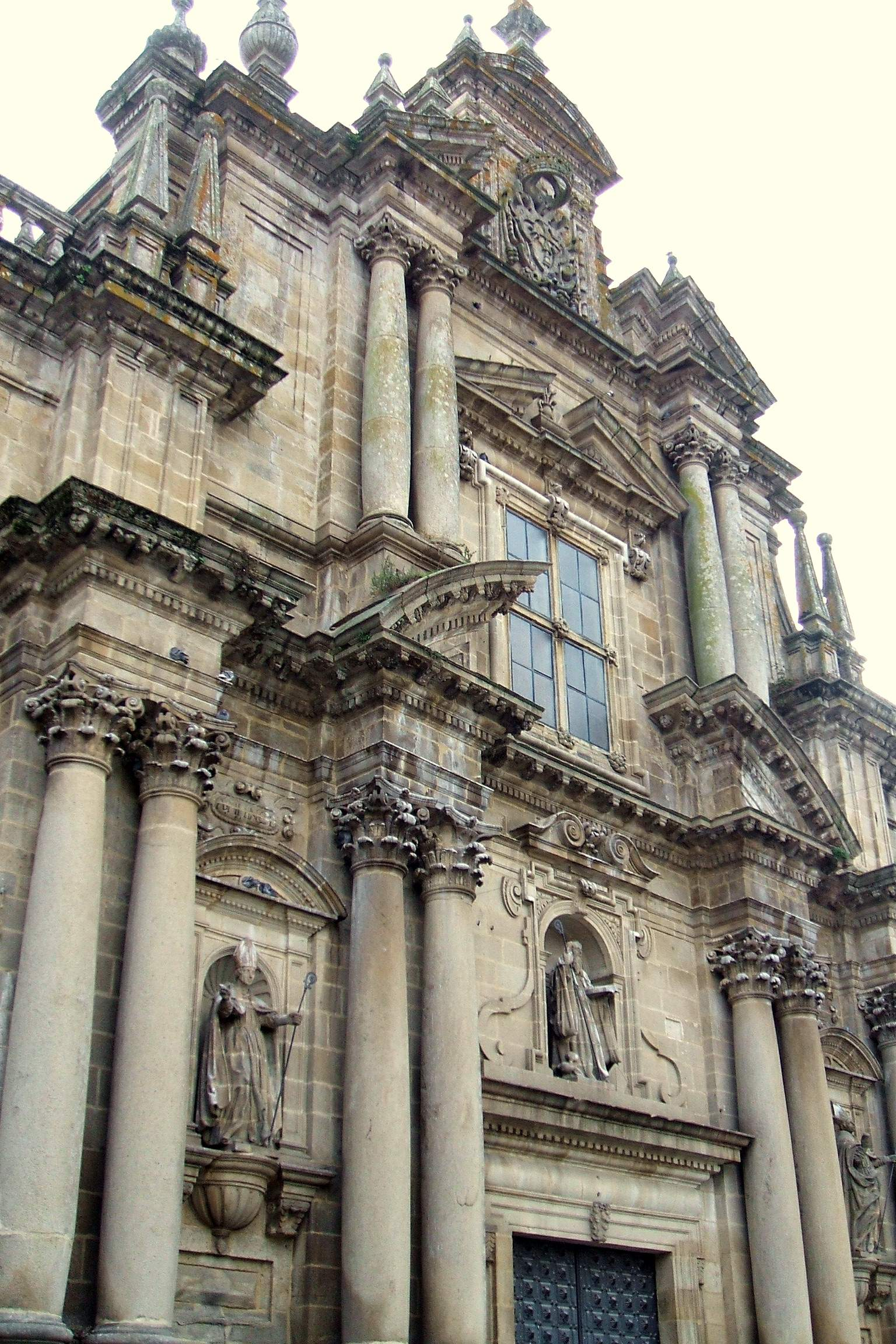
Detalle de la fachada de la iglesia de san Rosendo
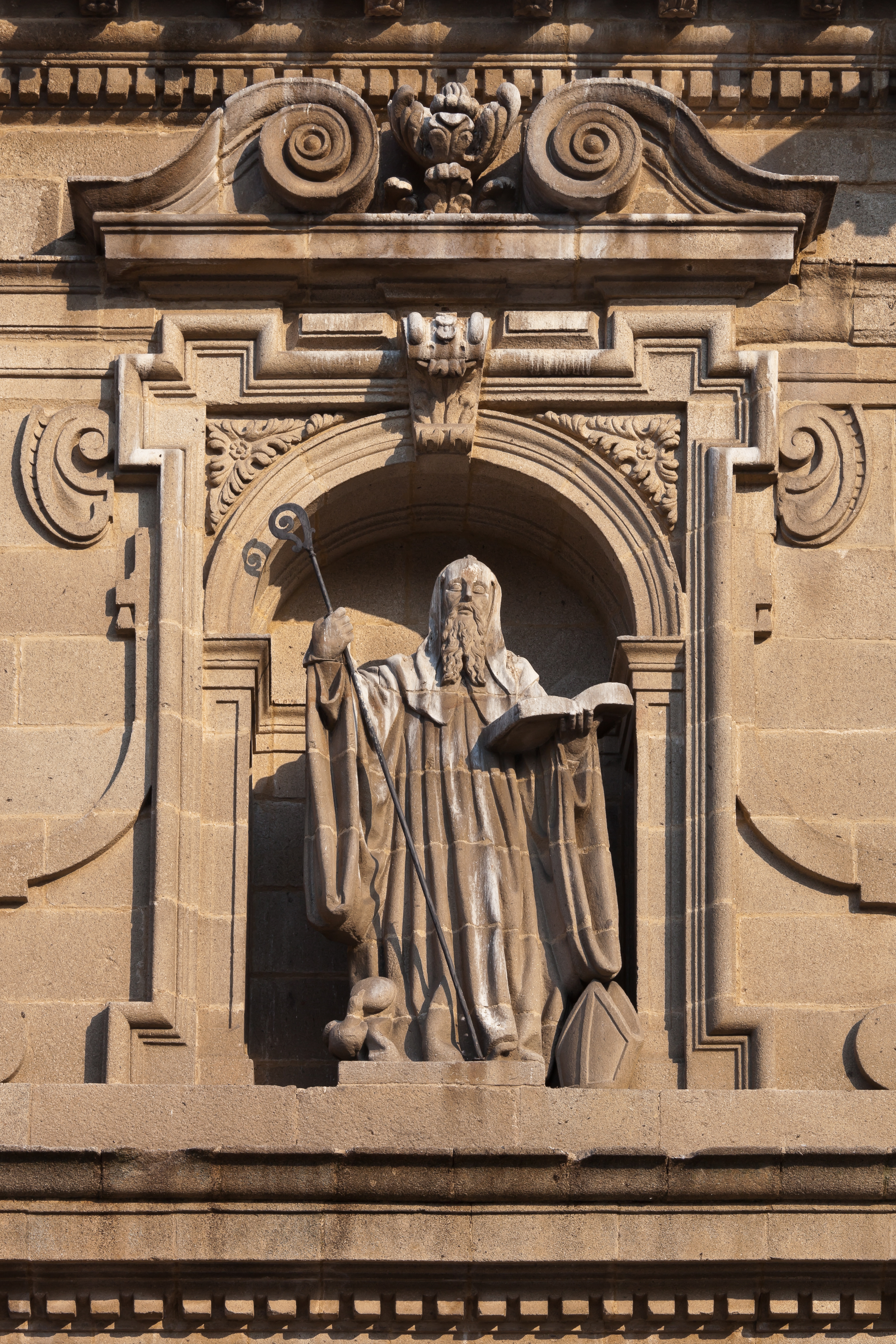
San Benito
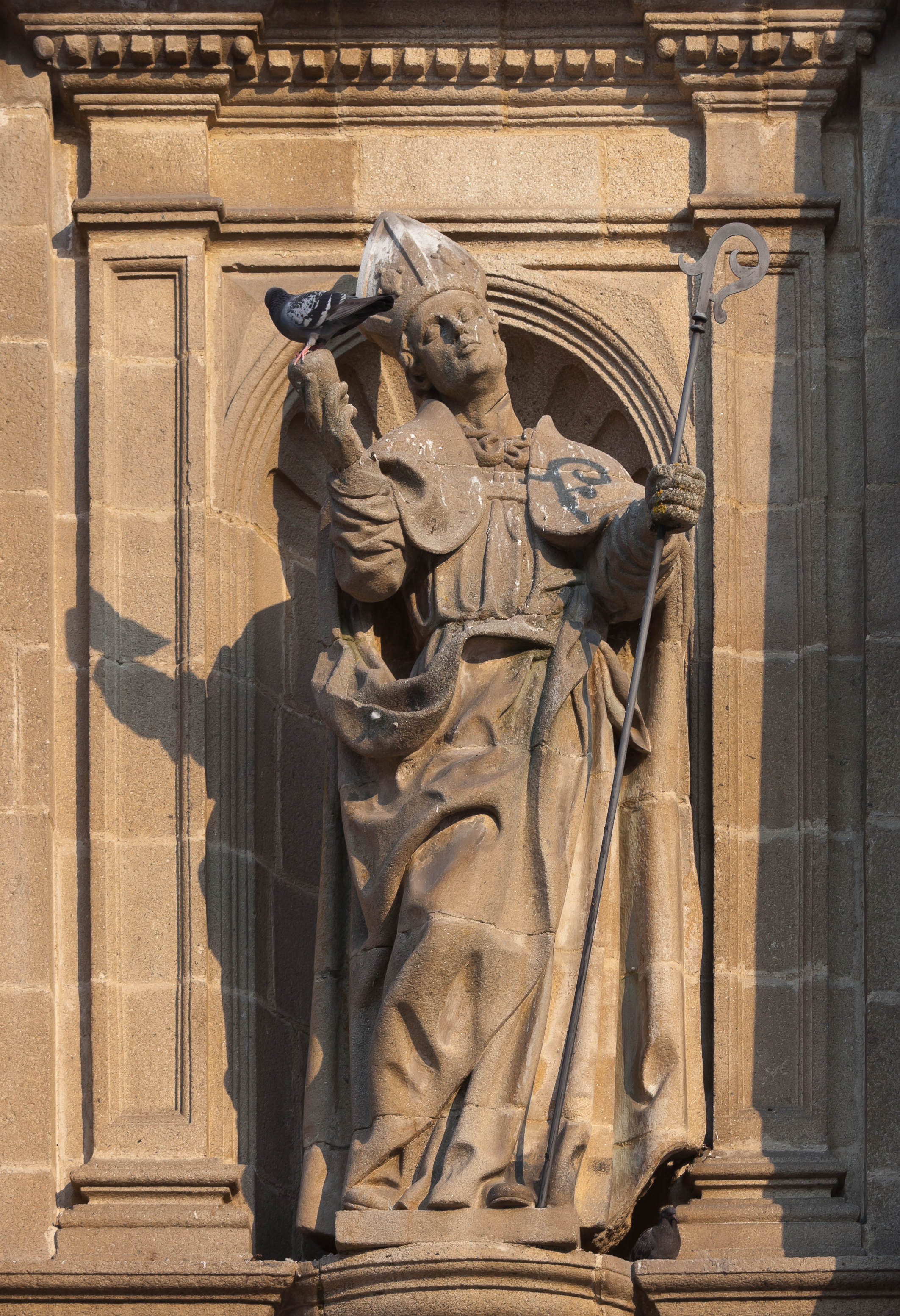
San Rosendo
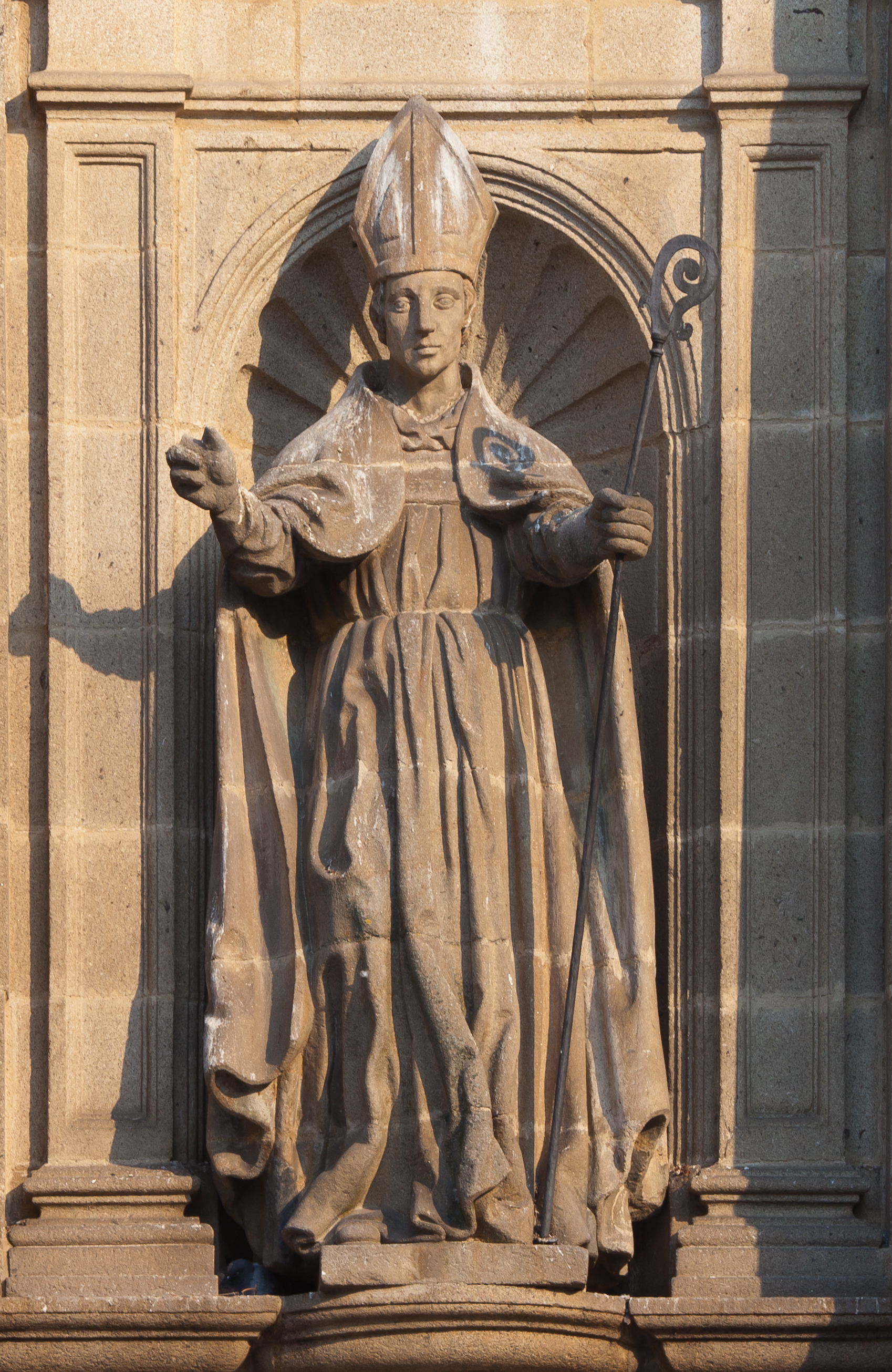
San Torcuato

La decoración de la fachada se realiza a base de grandes columnas corintias, hornacinas con estatuas, pilastras, frontones partidos y gran un escudo emblemático. En el alzado del monasterio destacan las pilastras, esta vez de estilo toscano.
La fachada, que está coronada de pináculos, se terminó en 1653.
Externamente, toda la fábrica es de sillar y completa el conjunto, la vista exterior de la cúpula y la torre de las campanas, que no está exenta. De dos cuerpos, el segundo con galería y es en él donde se sitúan las campanas. Queda rematada con una pequeña cúpula con veleta.

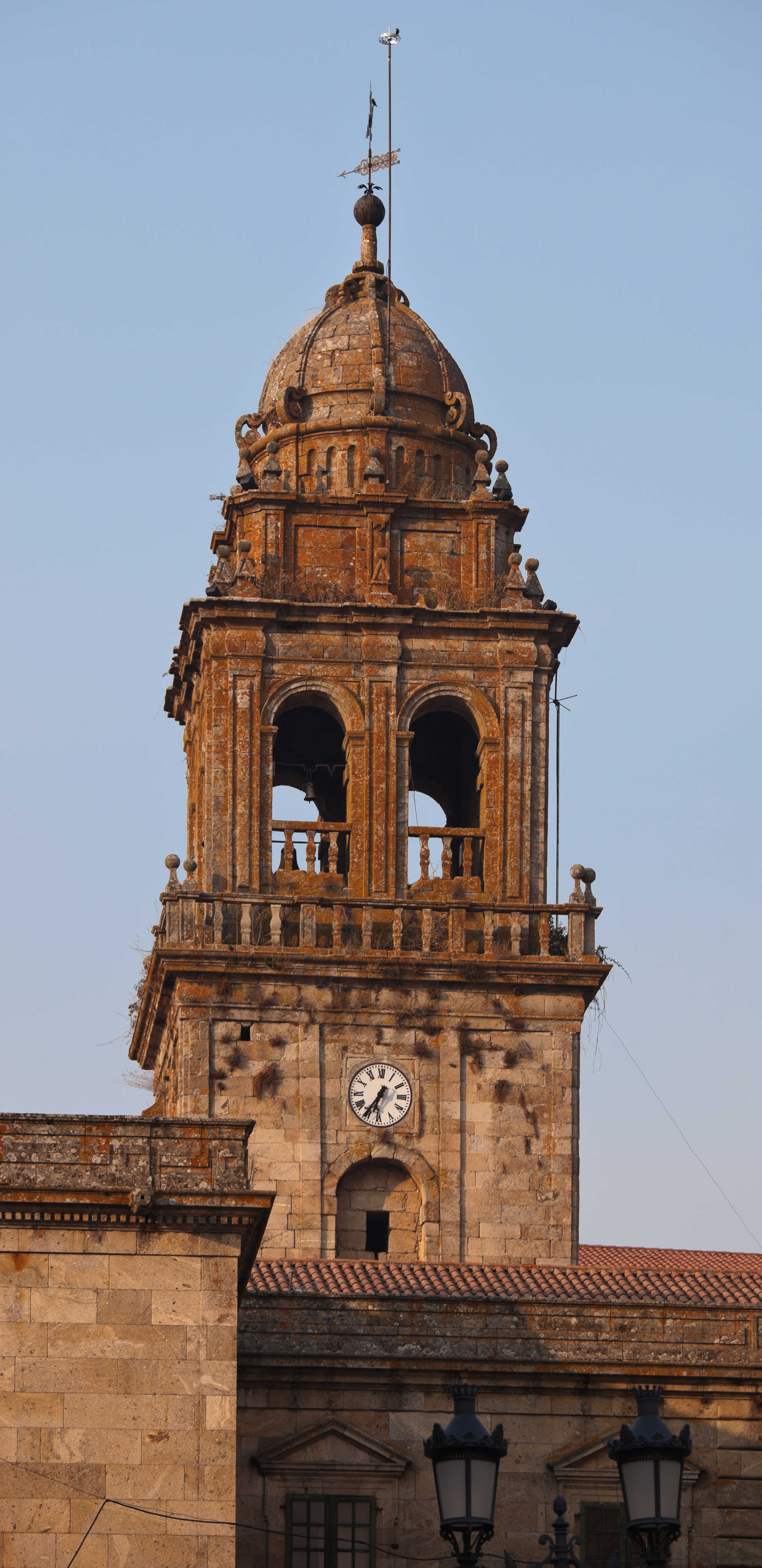
Vista general del campanario
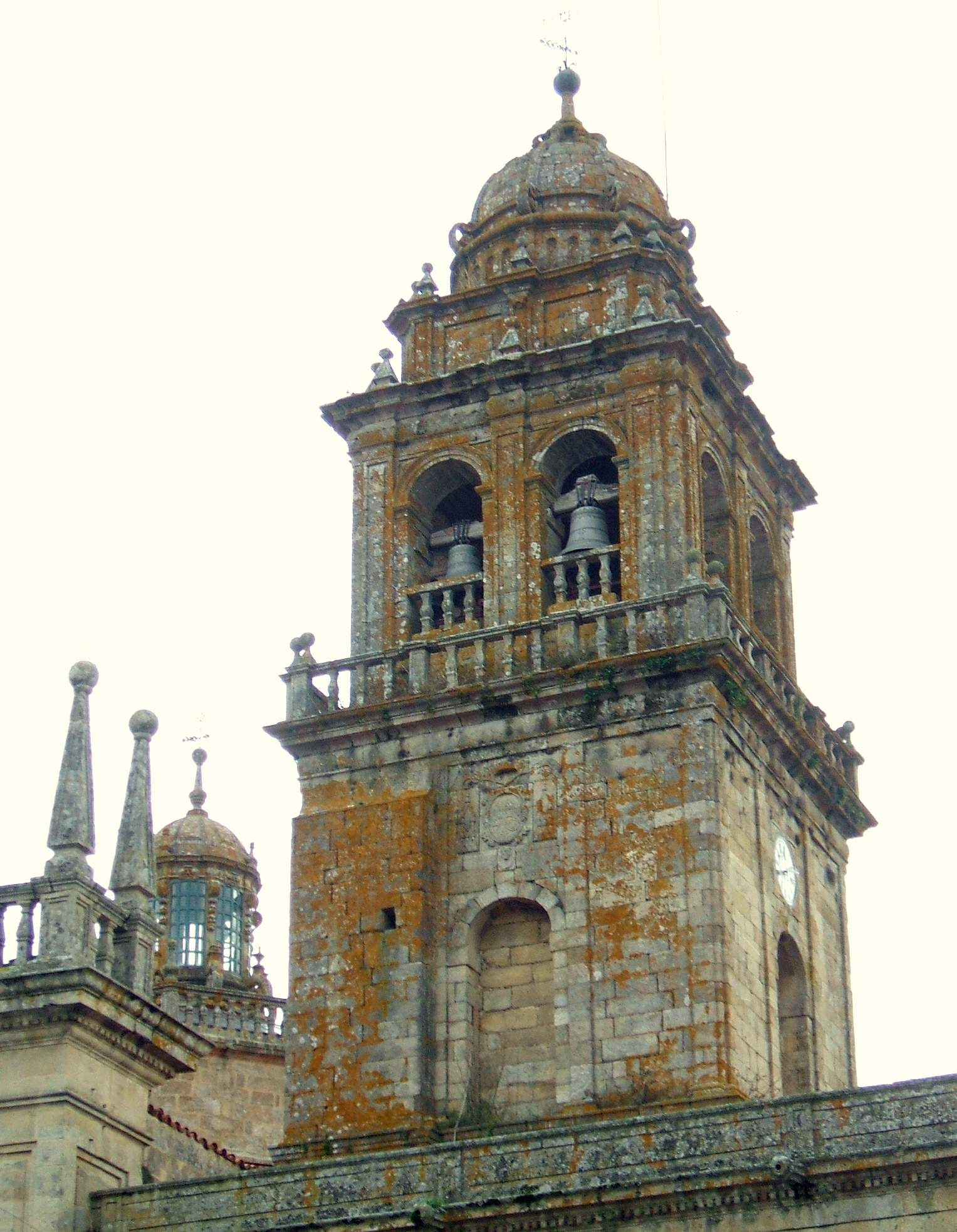
Detalle del campanario
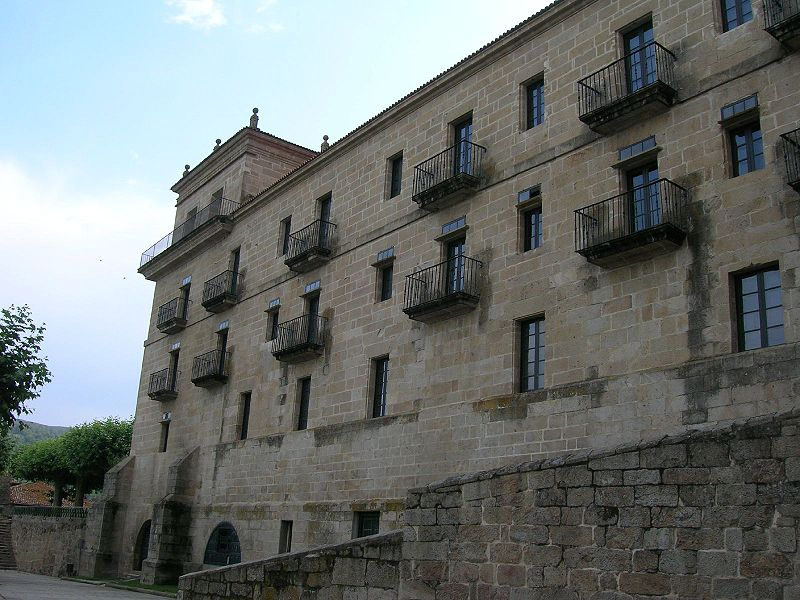
Fachada este del monasterio
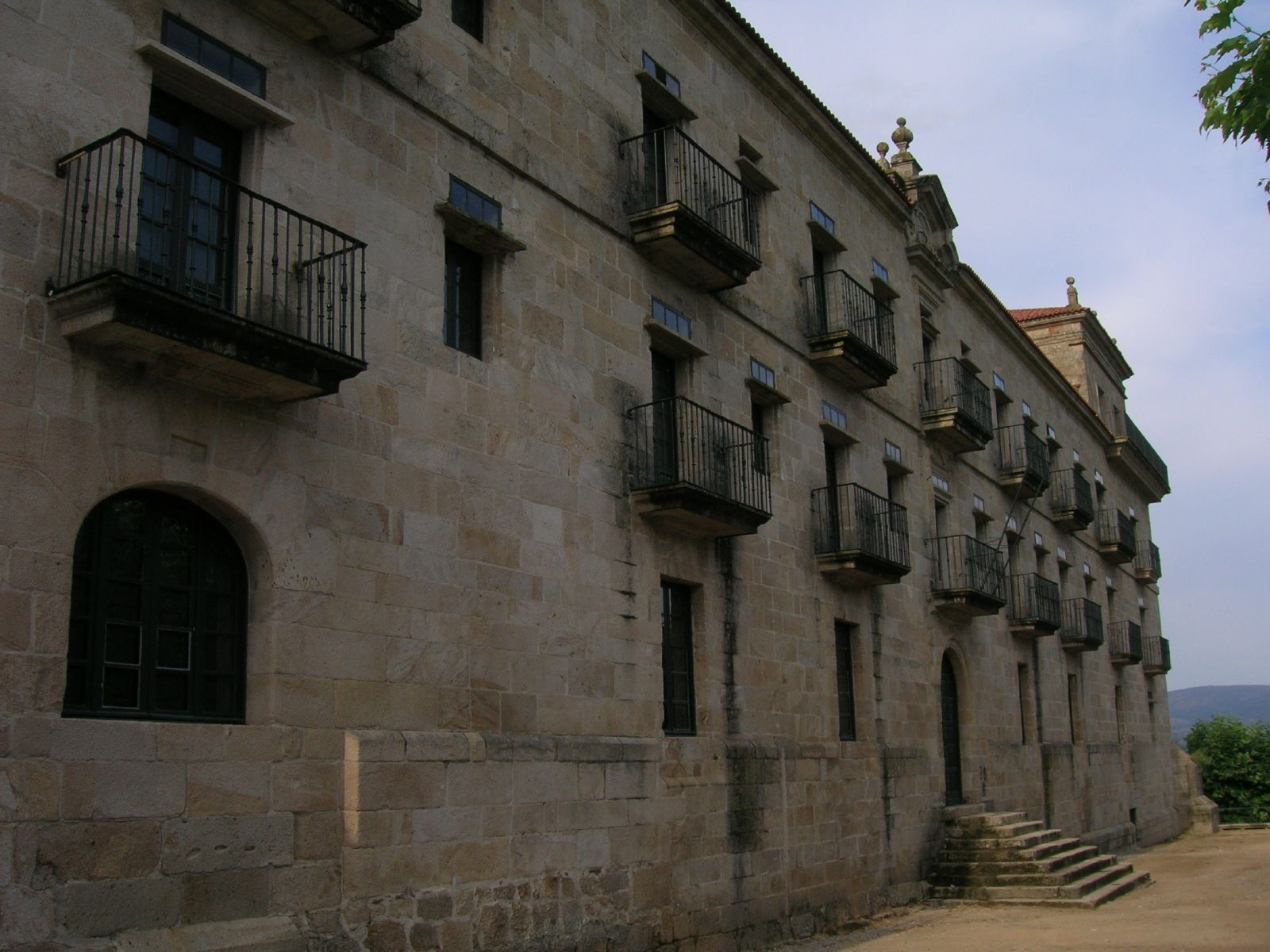
Fachada lateral

### Interior de la iglesia de San Rosendo, Celanova
Presenta planta de cruz latina, con tres naves de tres tramos o crujías cada una y nave transversal para formar el crucero. En el crucero se eleva la gran cúpula, obra de Pedro de Monteagudo, decorada con sartas de frutas, escudos en sus pechinas, y pinturas de carácter hagiográfico.

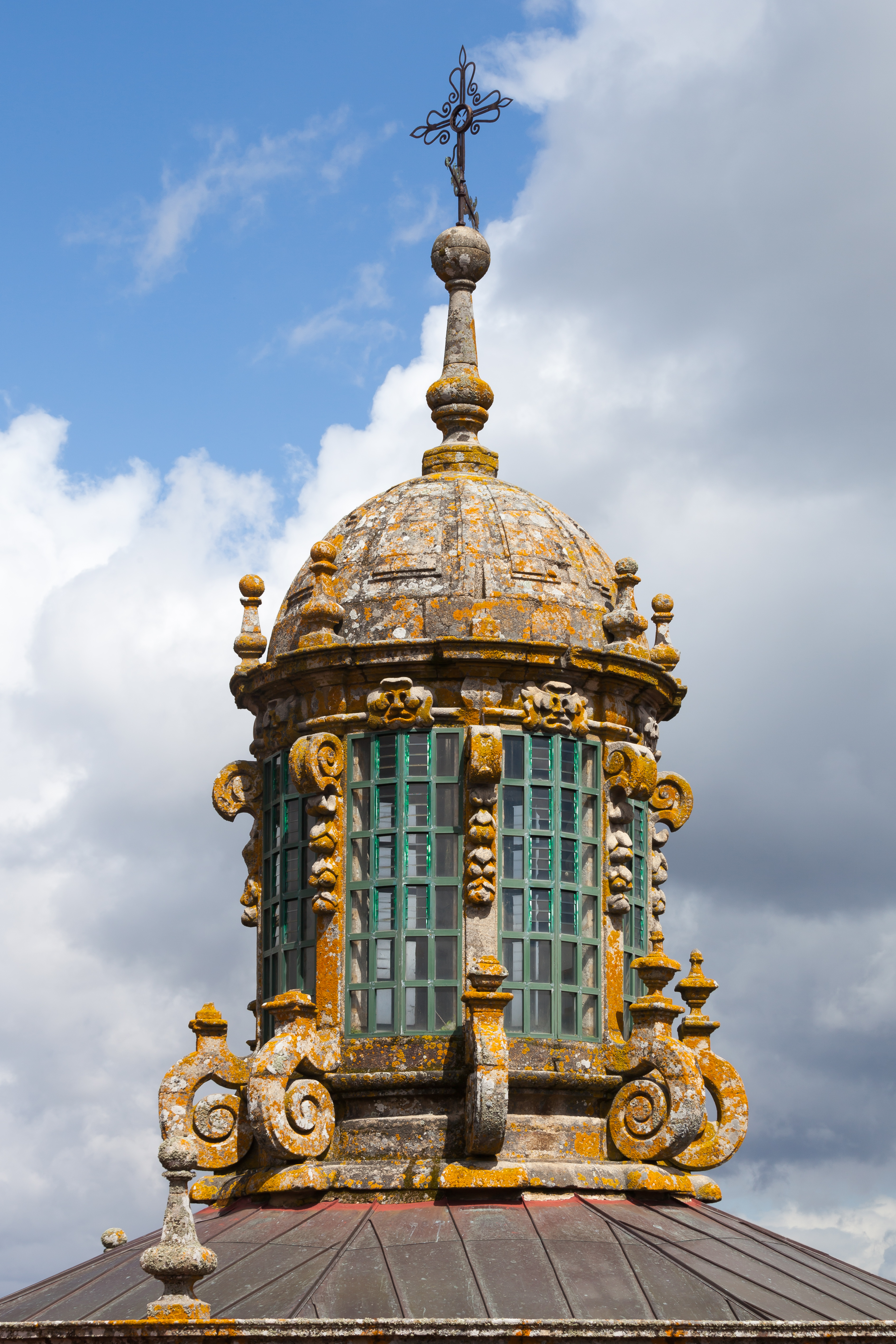
Detalle del remate de la cúpula.
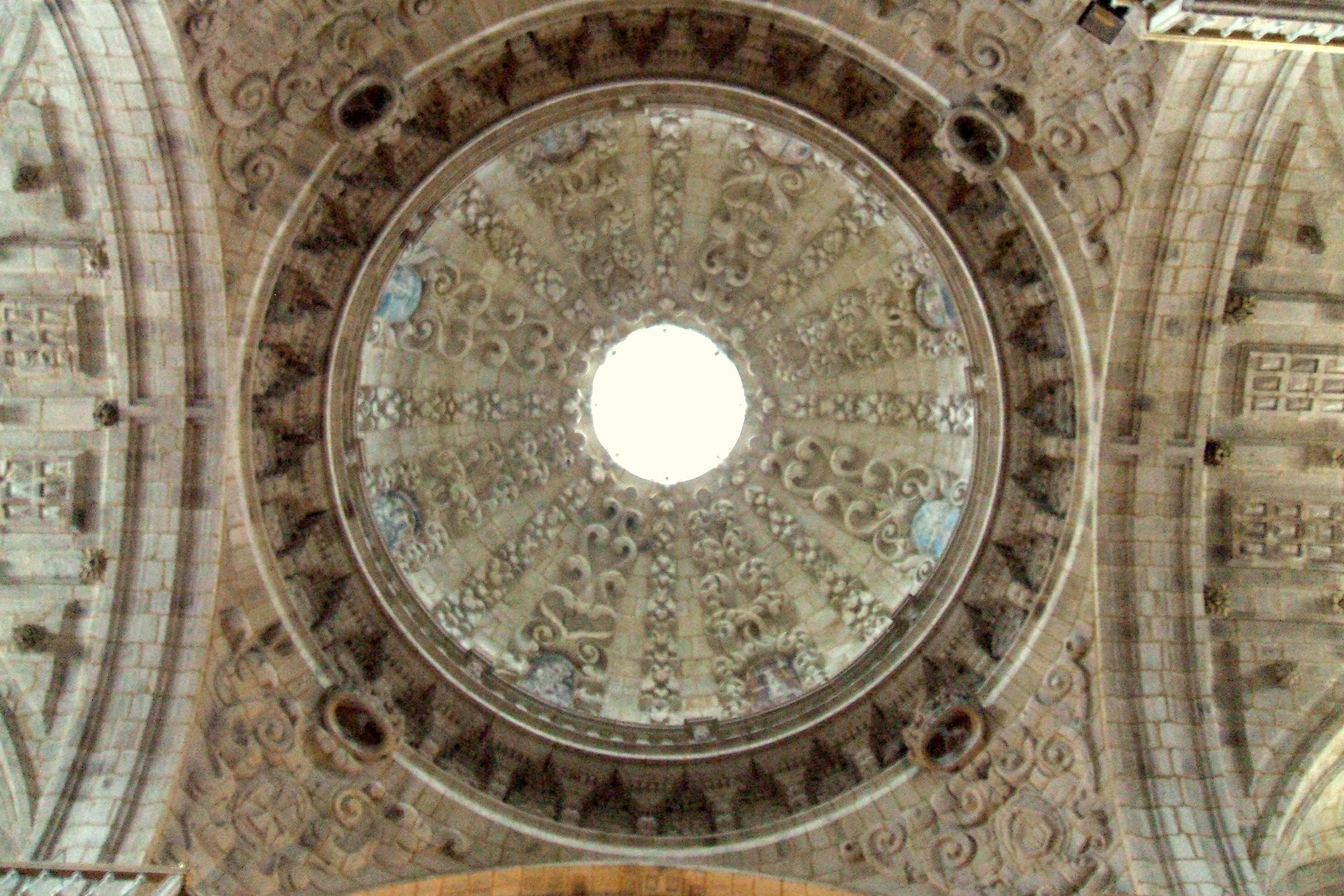
Cúpula desde el interior de la iglesia de San Rosendo, Celanova
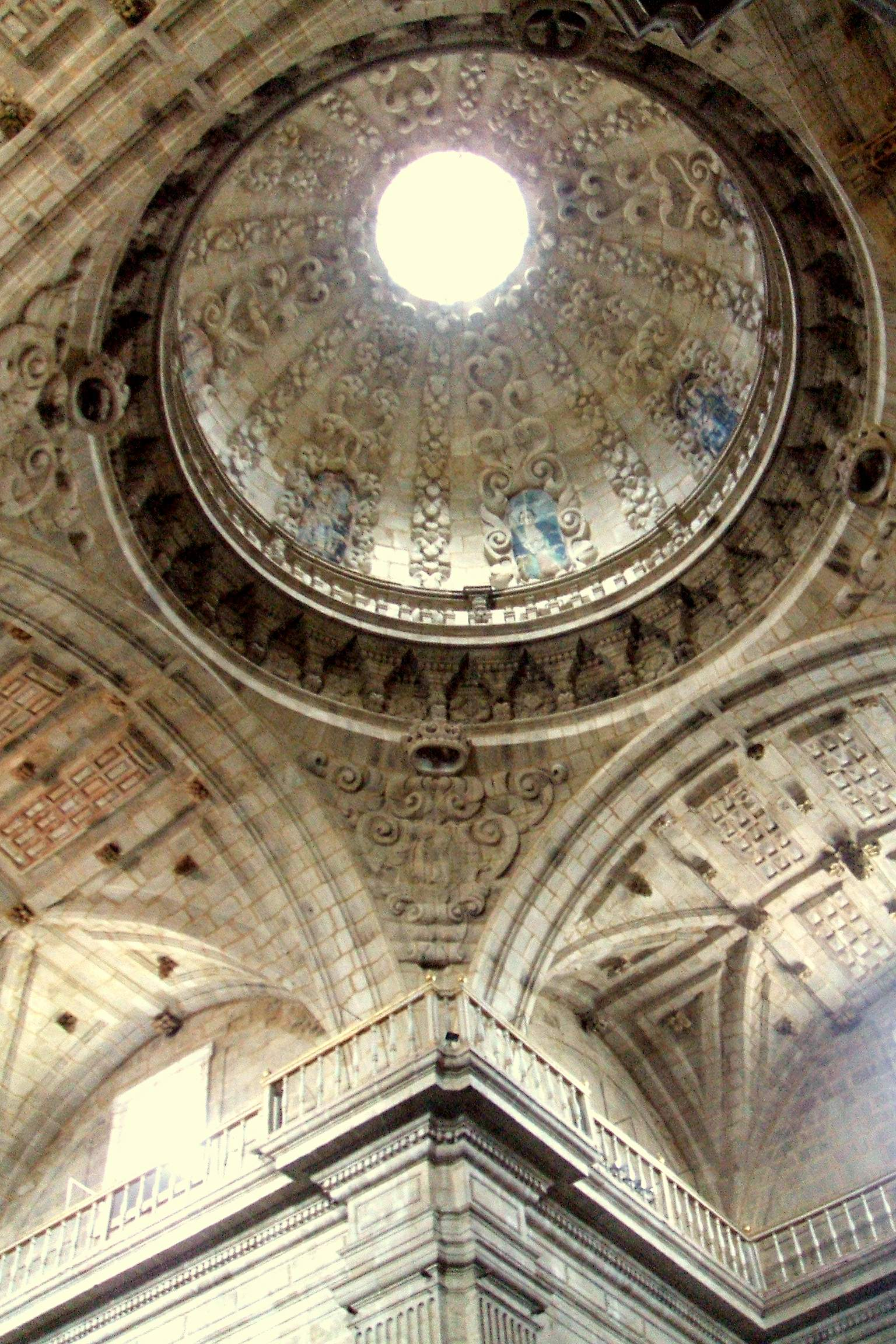
Vista lateral de la cúpula.
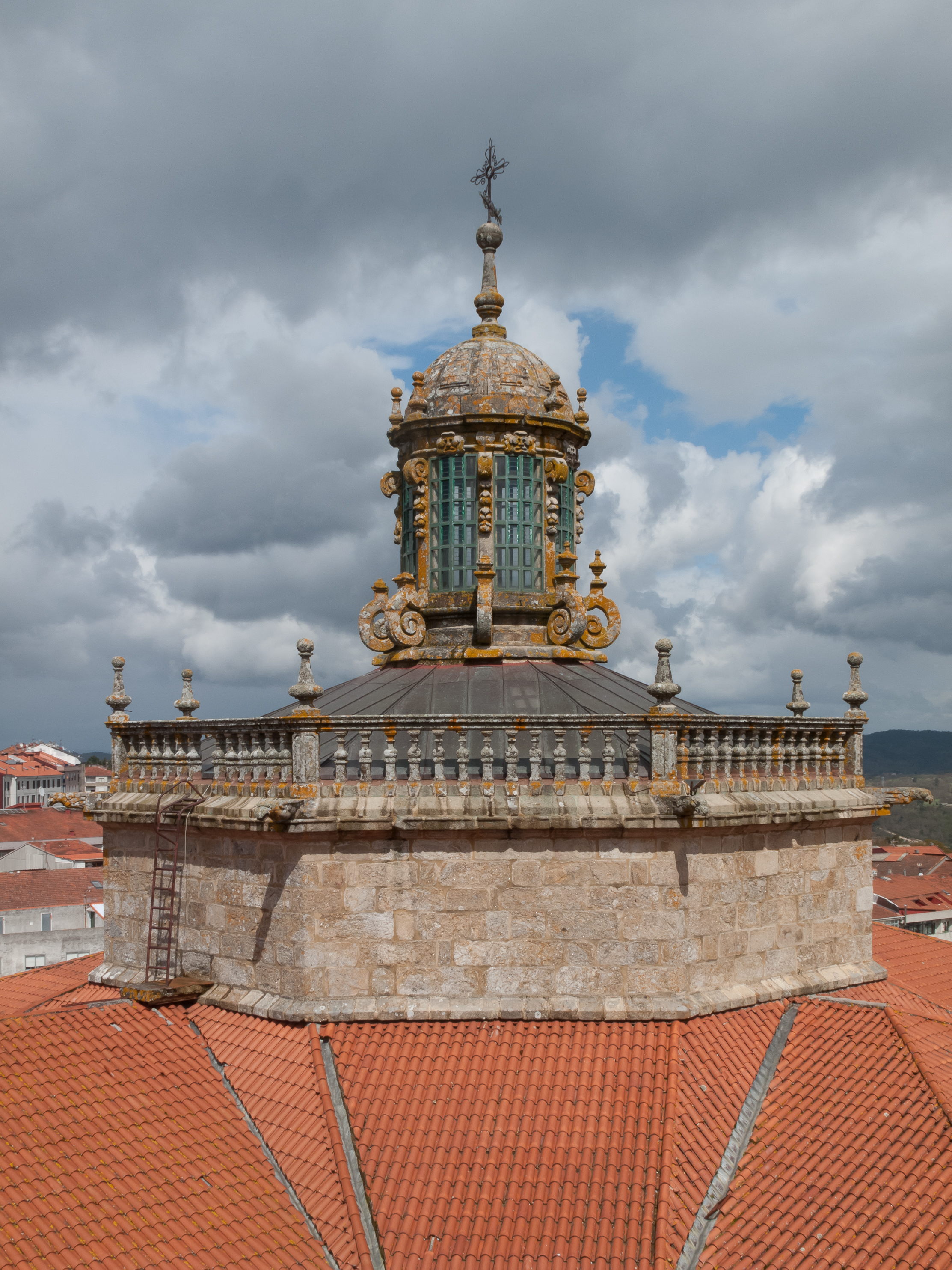
Vista exterior

Los coros de la iglesia de San Rosendo en Celanova
La iglesia presenta dos coros.
En el centro de la nave se sitúa el bajo coro, ubicado en la parte baja de la nave central inmediata al crucero, al que se accede por unas artísticas y monumentales puertas del siglo XVIII, con San Pedro y San Pablo, Virgen María y san Juan, que lo cierran al Trascoro de estilo barroco y obra de Castro Canseco. Presenta una sillería de finales del siglo XVII. La parte alta de cada sitial está presidida por un santo benedictino, mientras en la baja se reproducen escenas de la vida y milagros de san Rosendo y de san Benito.

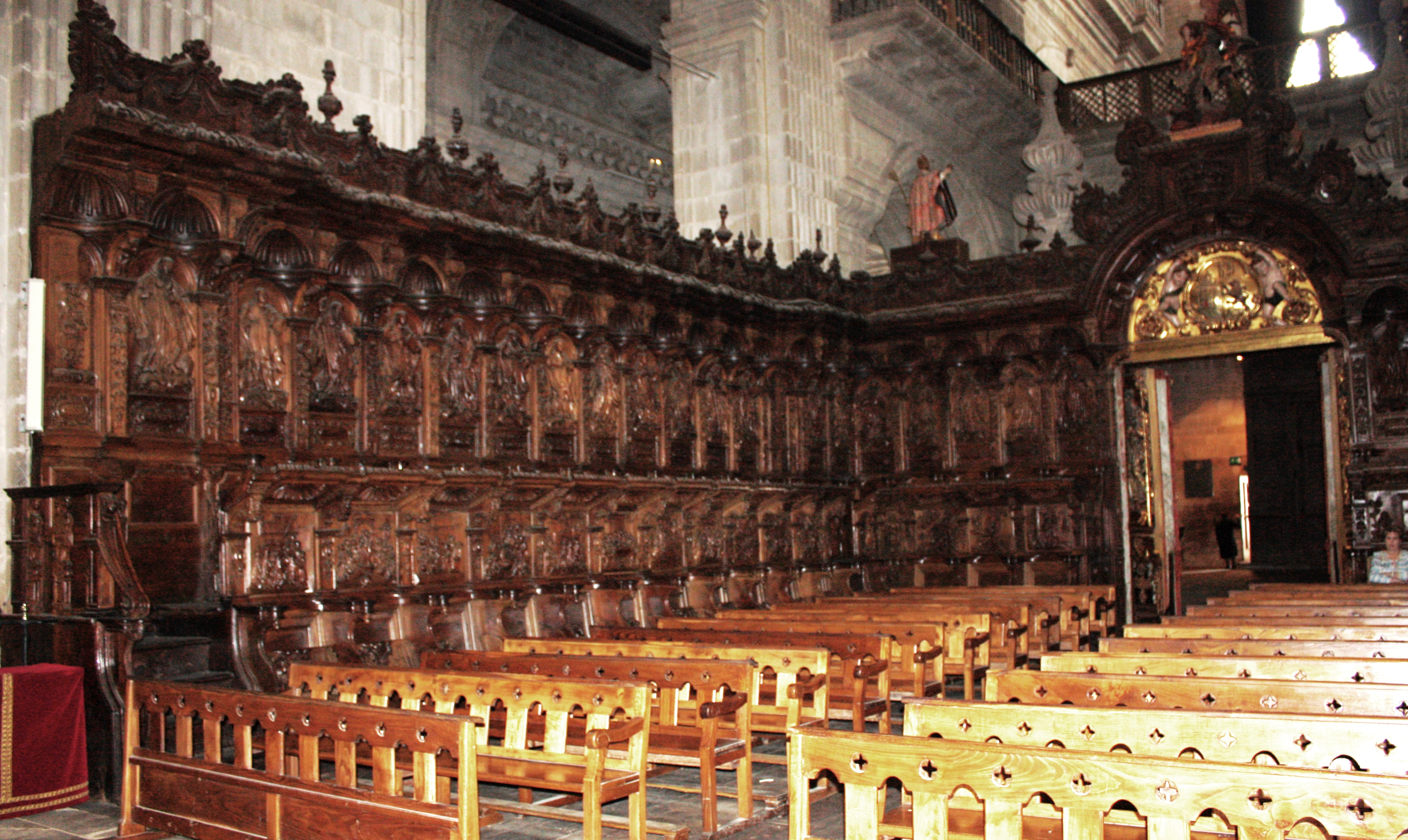
Sillería del coro bajo.
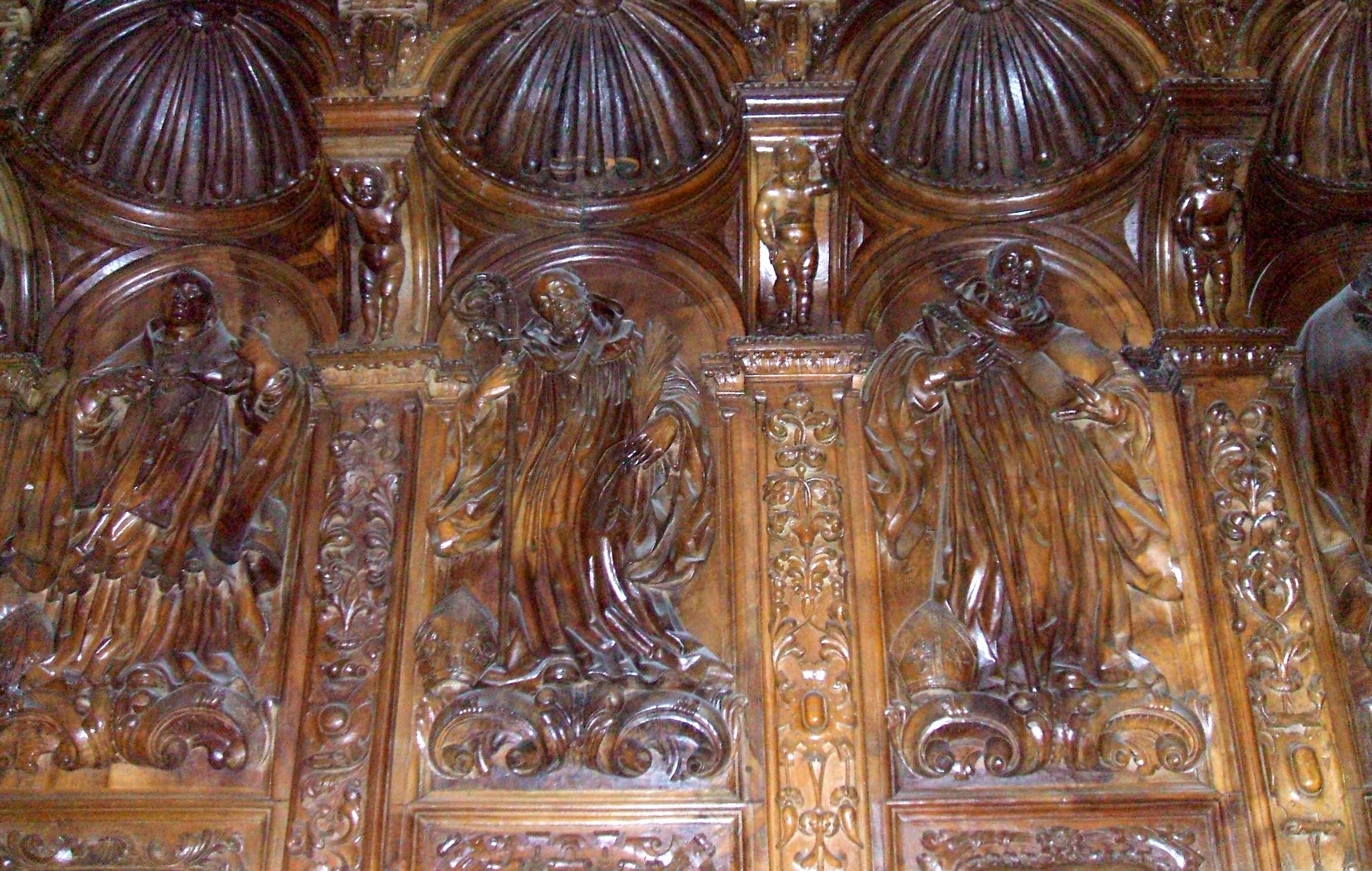
Detalle de la sillería
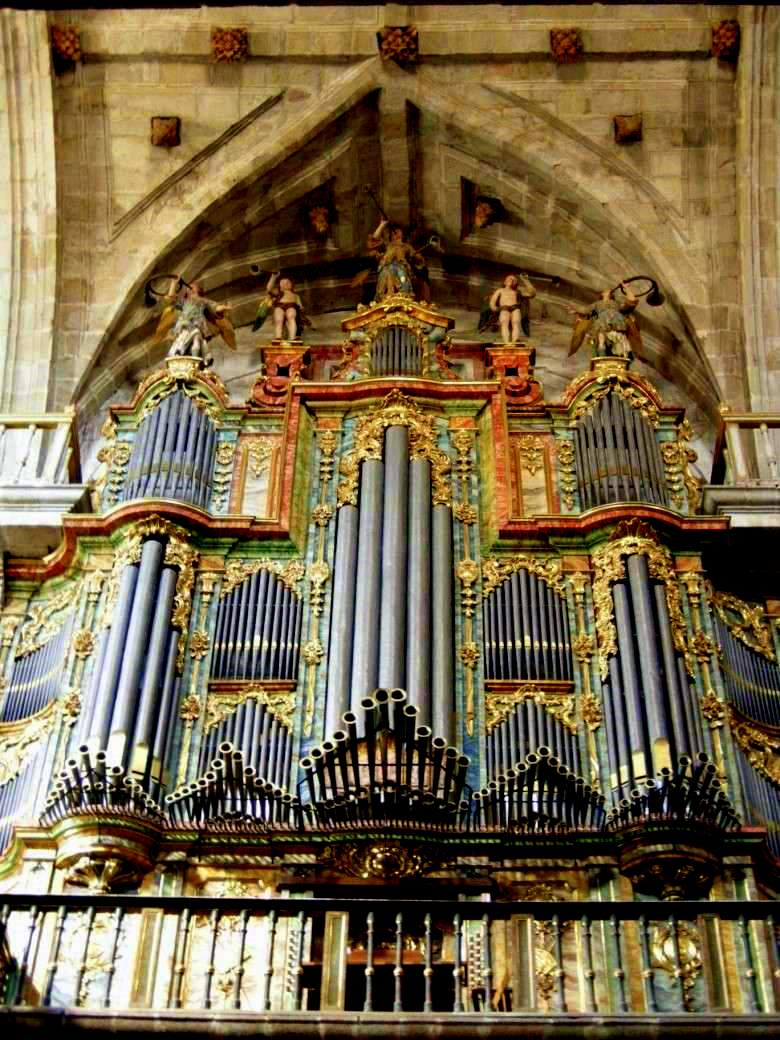
Órgano del coro alto.

Por su parte, existe también un coro alto, más antiguo, construido siguiendo el estilo gótico flamígero, de finales del siglo XV. Está provisto de 56 sitiales y conserva unas hermosas celosías caladas con variaciones geométricas diferentes y una riquísima colección de elementos oníricos y mitológicos en las misericordias y en los medallones de los brazos laterales, destacando sobre todos ellos la presencia de un monje gaitero. Situado sobre la nave central (sobre el Trascoro), que está cubierta por bóveda de cañón, que presenta arcos fajones, así como lunetos en los laterales de la nave, para la iluminación interior.
El coro alto está dotado de un magnífico y restaurado Órgano datado en el siglo XVIII, concretamente del año 1710, que es cuando el escultor Castro Canseco realiza su contratación, y que en la actualidad se utiliza para dar conciertos. Además el coro alto posee una sillería del siglo XV. Se supone, debido al significado que el órgano tiene en el conjunto de la liturgia, que es muy posible que hubiera uno anterior. En 1776 el instrumento es sometido a una profunda renovación, cuya caja se conserva hasta nuestros días. Según Miguel Ángel González el encargado de esta renovación es el organero franciscano Fray Felipe de la Peña, siendo posteriormente añadido el teclado por Francisco Urumburu en el año 1801. Después de más de cien años de utilidad, a mediados del siglo XIX su composición interior es sometida a una nueva reforma, retirando todos los elementos históricos y sustituyéndolos por una mecánica con soporte eléctrico. En el año 2001, el organero suizo con sede en Cataluña, Hans Späth, procedió a su vaciado y a su renovación interior, instalando la mecánica actual que cuenta con dos teclados, un pedalero, 32 registros y cerca de 1800 tubos.
La sacristía posee proporciones acordes con el conjunto de la iglesia y alberga en sus paredes media docena de valiosos cuadros con personajes de la familia de san Rosendo, que son debidos a los pinceles de Gregorio Ferro (1742-1812), pintor gallego de reconocida fama que llegó a competir con González Velázquez por un puesto en la Corte. Además cuenta con un relicario en el que se guardan interesantes piezas de orfebrería, así como una no menos interesante colección de casullas y otras prendas religiosas.
Los retablos de la Iglesia de San Rosendo, Celanova
La iglesia presenta un número considerable de retablos, entre los que podemos destacar:
- Retablo mayor: obra del escultor Francisco de Castro Canseco,[6] está dedicado al Salvador, titular del templo, y datado en 1697.[4][3] En el centro se encuentra la imagen de la Transfiguración; a los lados, en forma de tríptico triunfal y glorioso, la Resurrección y la Ascensión, situadas entre monumentales columnas salomónicas sostenidas por los cuatro evangelistas. Arriba, en el cascarón, lo que se reproducen son temas de la infancia de Jesús (la Adoración, el Nacimiento y la Circuncisión) custodiados por cuatro figuras ecuestres, el propio san Rosendo, Santiago, san Millán y san Fernando.[3]

Tras unas celosías, en los pasillos laterales y bajo sendas imágenes identificativas, en sendas urnas de plata (1601) del orfebre vallisoletano Juan de Nápoles se guardan los restos de san Rosendo y san Torcuato. El conjunto se refuerza con una serie de interesantes y valiosos relieves de alabastro policromado en los que se reproducen temas evangélicos relativos a la infancia y a la pasión de Jesús.
- Retablo de San Benito: obra en la que se representa a san Benito, y que se ubica en el brazo del crucero del lado del evangelio, alzándose, más concretamente sobre un pedestal de granito recubierto por policromía que imita jaspes[14]
- Otros retablos: La mayor parte de los retablos situados en las calles laterales también son barrocos y, a excepción de los de la Crucifixión y la Inmaculada Concepción que forman parte del conjunto del retablo Mayor y son obra de Castro Canseco, anónimos. En todo caso, constituyen piezas de gran calidad artística, como es el caso de los de San Rosendo, Santa Escolástica.

Los retablos
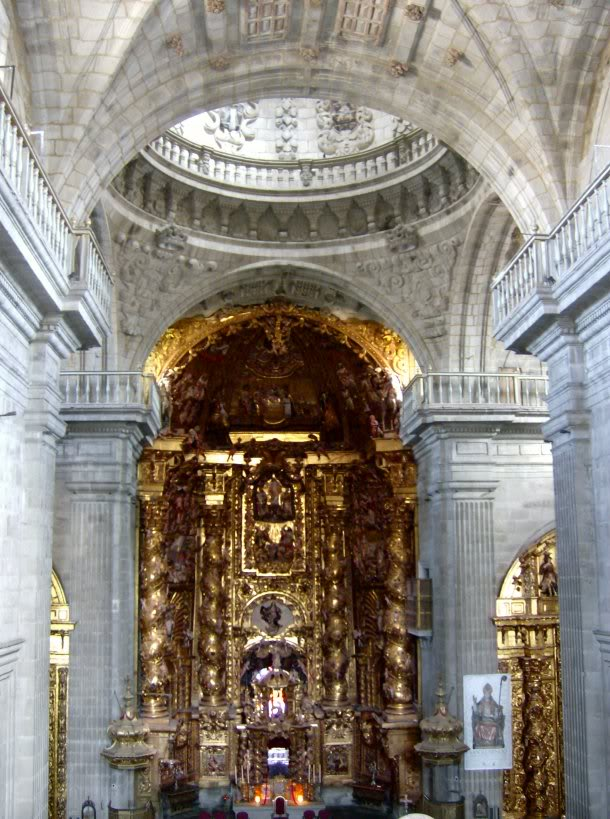
Vista general del retablo Mayor
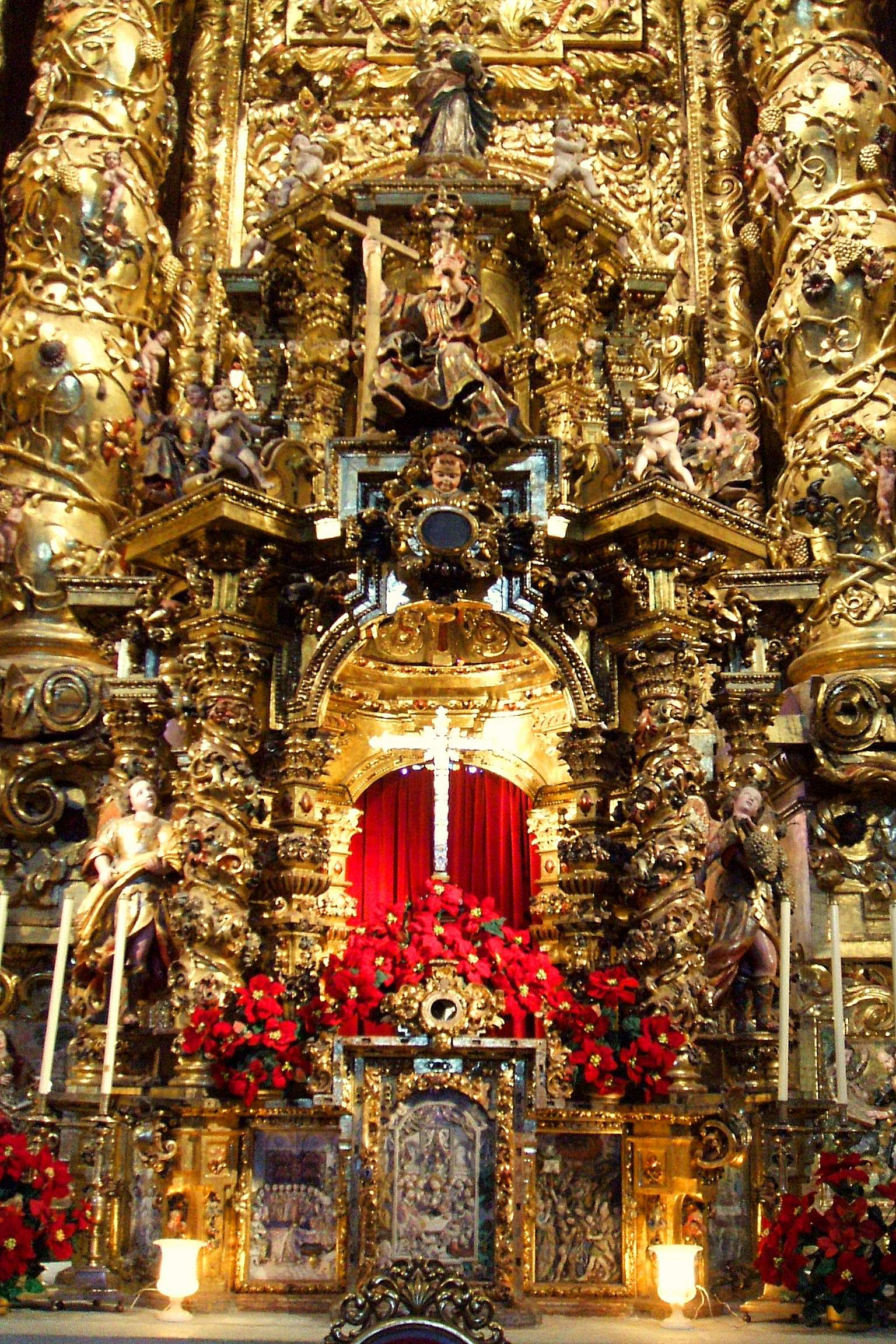
Detalle del retablo Mayor
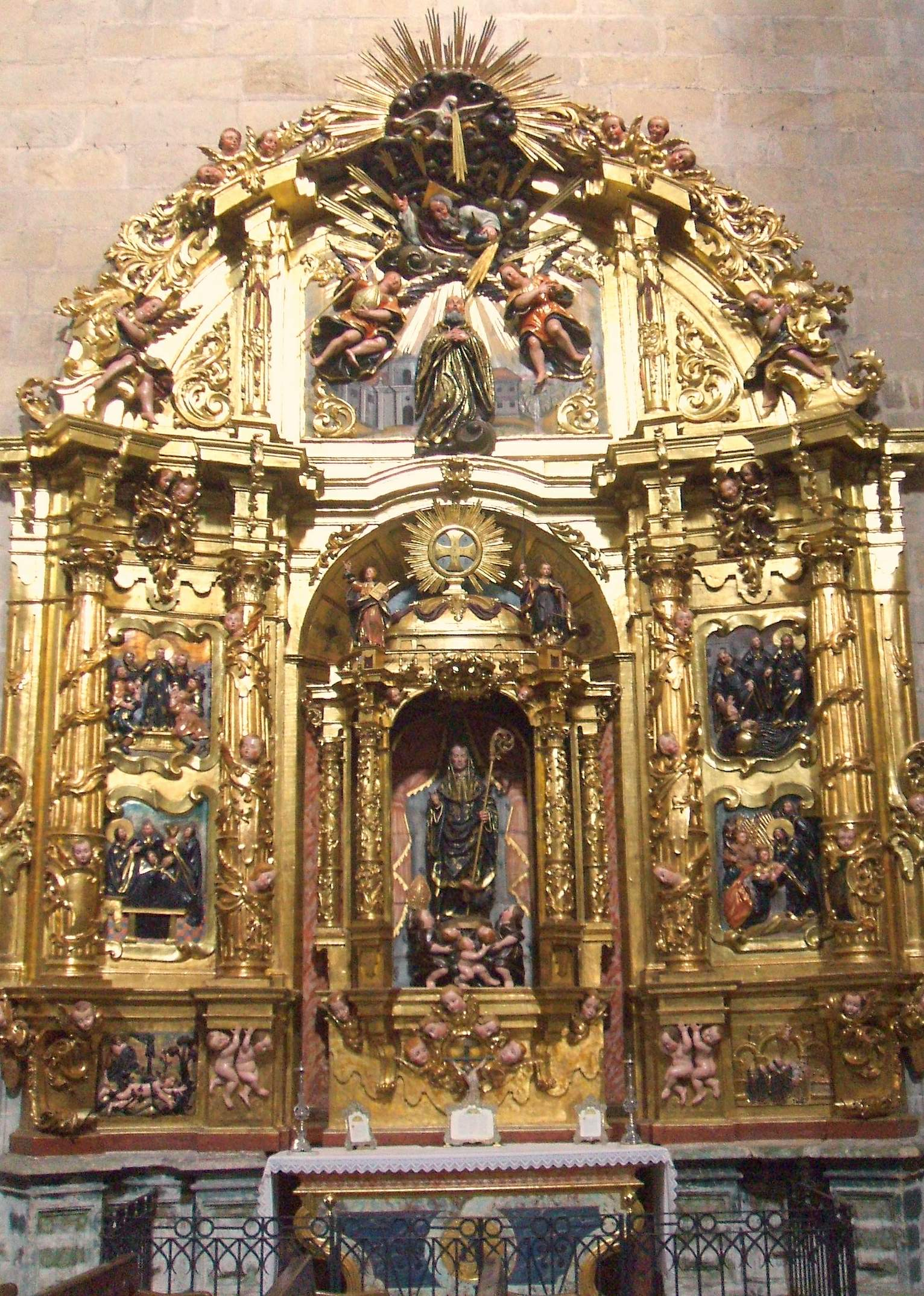
Otro de los retablos

Los claustros
La fábrica actual se desarrolla en torno a dos grandes claustros, además de un pequeño patio de servicio para la cocina:
- El claustro Reglar: o claustro de las procesiones (conocido popularmente como Claustro Barroco por el estilo de su construcción), ubicado inmediatamente después de la sacristía, con acceso lateral a la nave sur de la iglesia.[8][12]

Vistas de los claustros
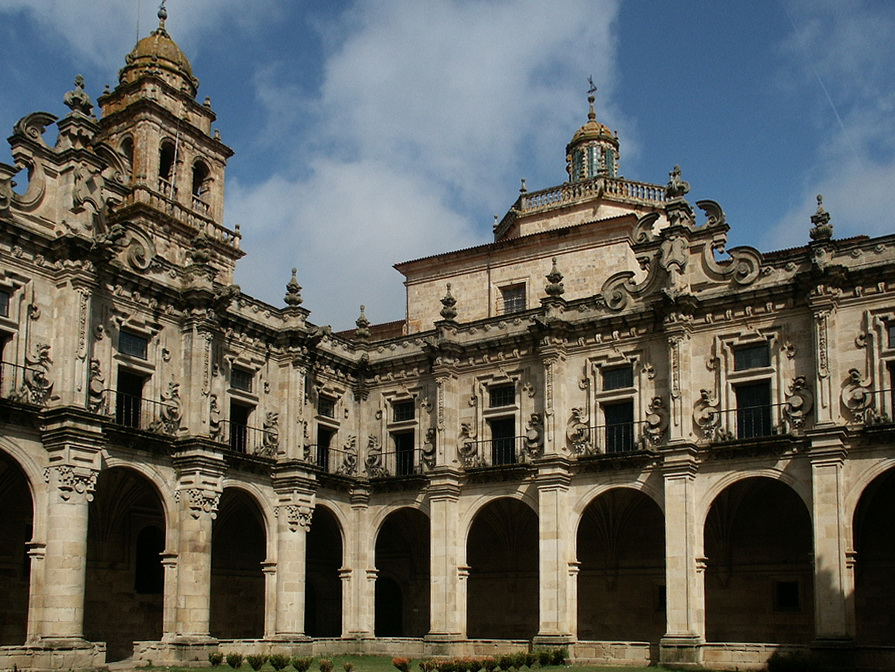
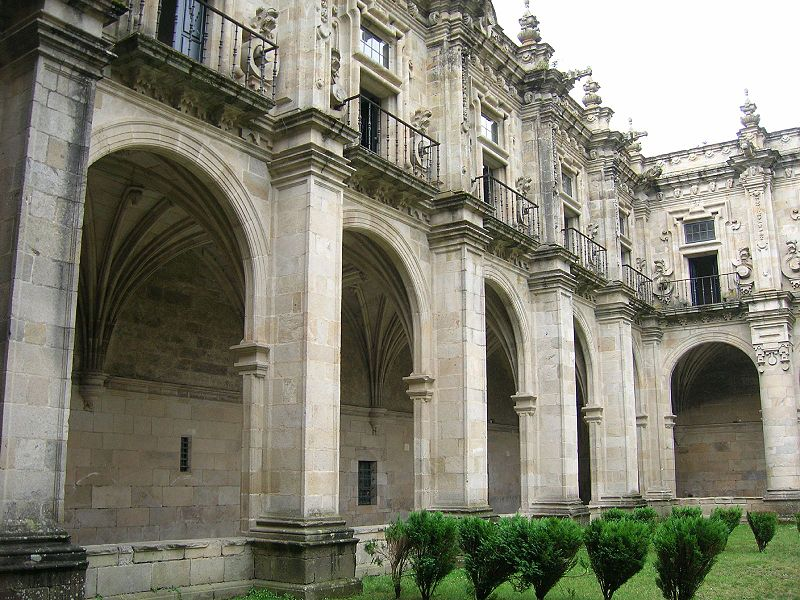
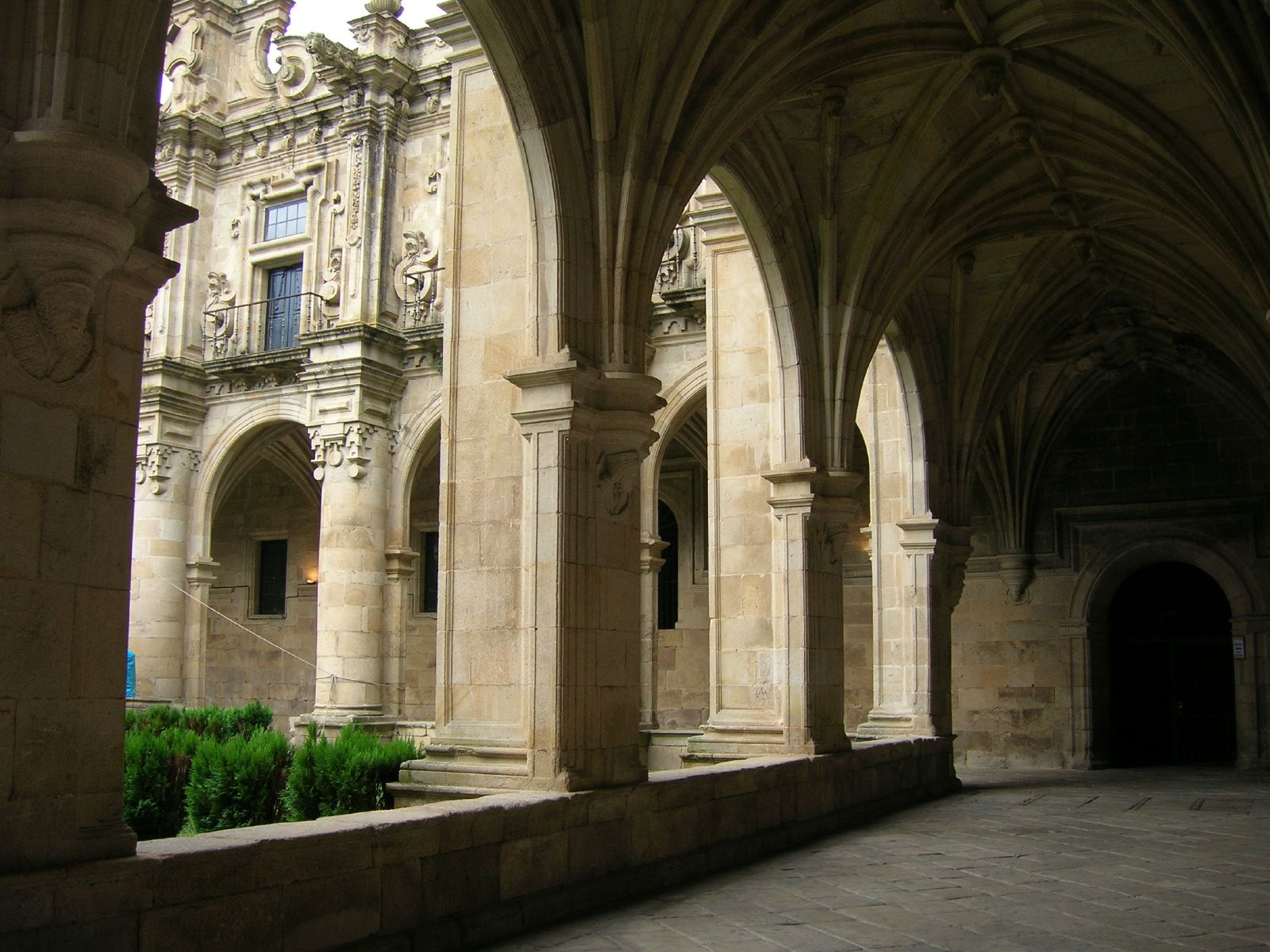
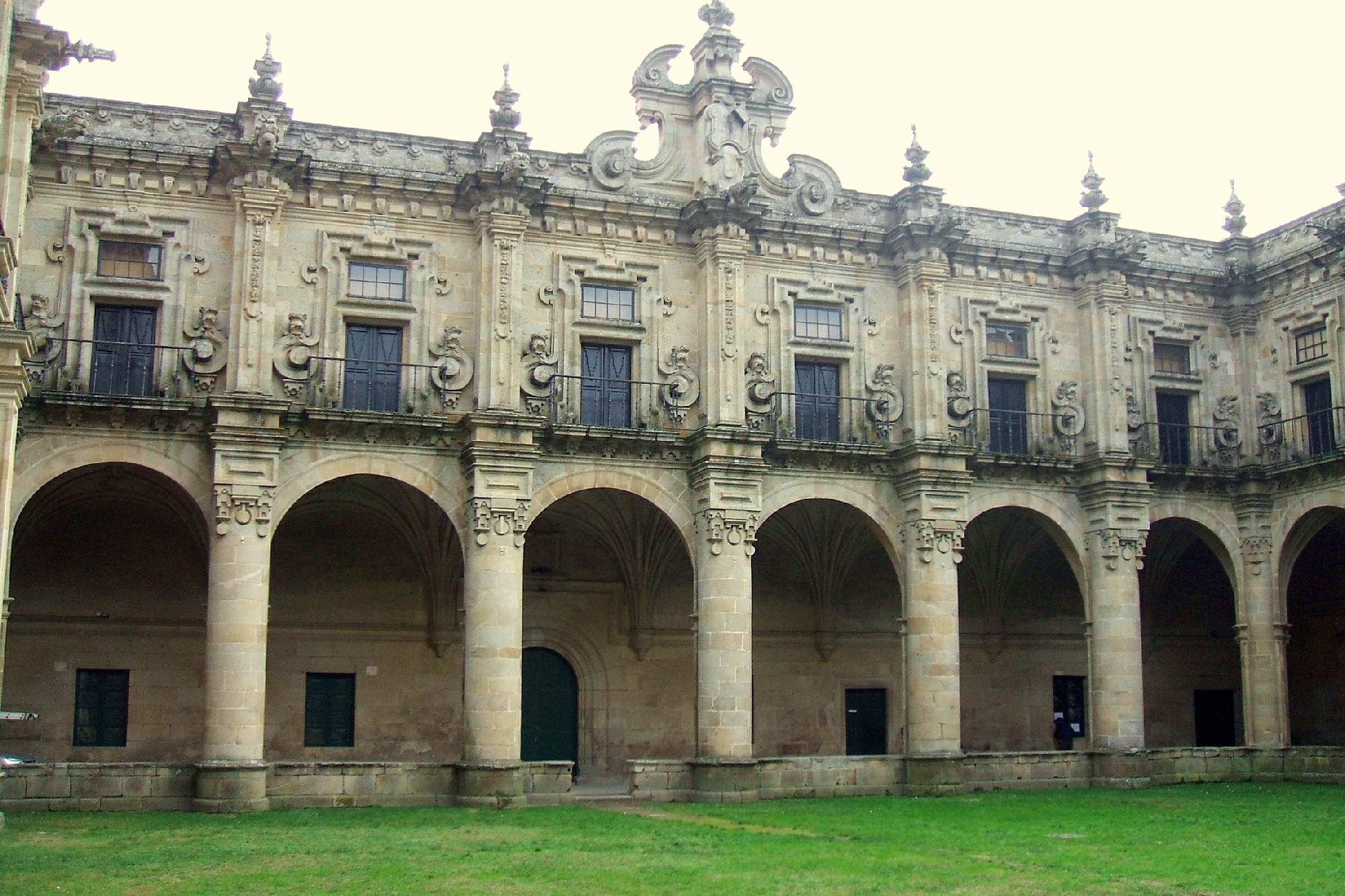
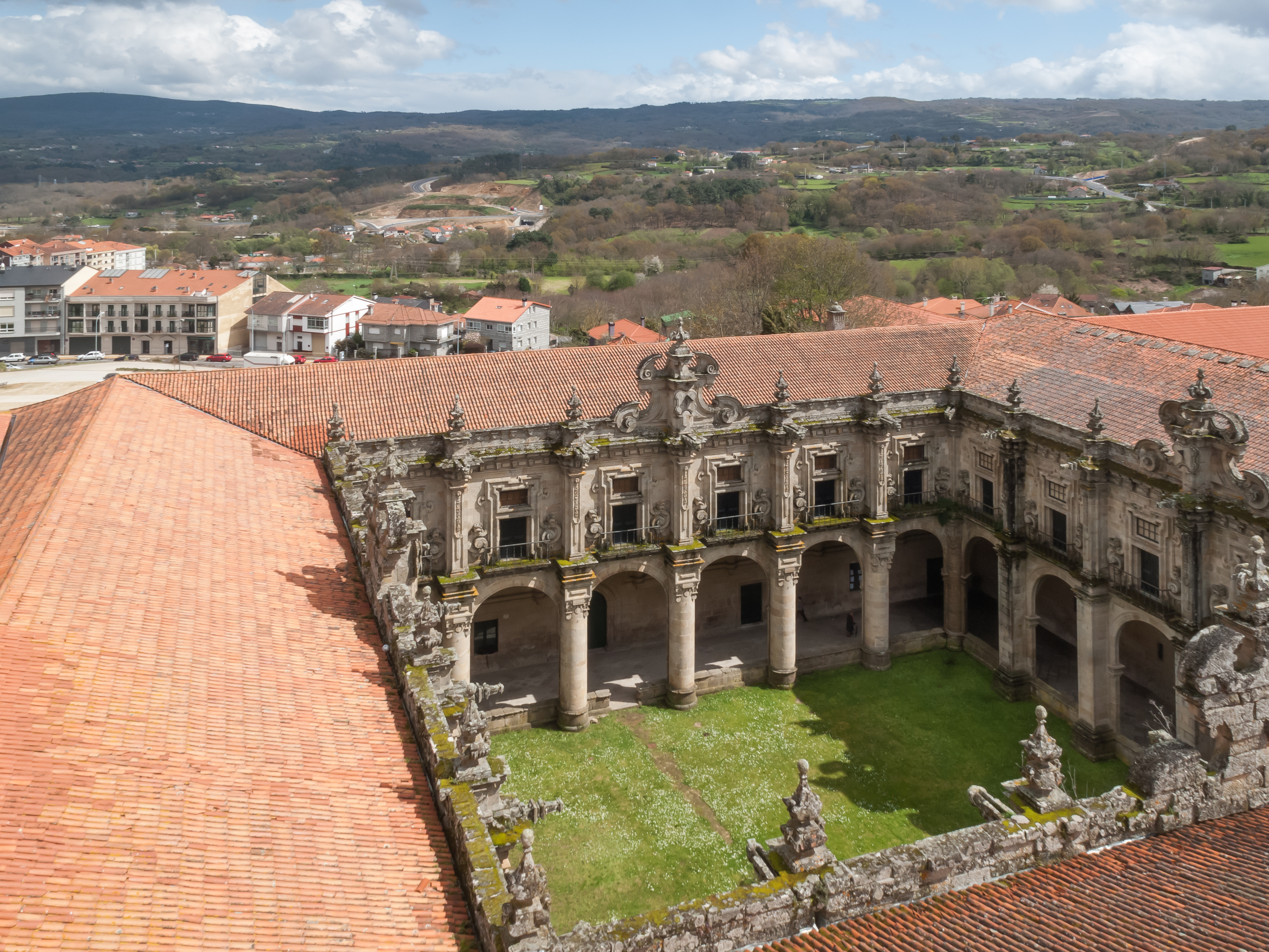

El claustro presenta dos cuerpos. El inferior, renacentista, obra de Juan de Badajoz, del siglo XVI, presenta bóvedas de crucería. Como decoración cabe destacar que en los soportes de toda la arquería gótica se pueden contemplar medallones con bustos de personajes históricos (Carlos V, Felipe II de España, Juan de Austria...), figuras oníricas y monjes benedictinos, uniendo los arranques.
El superior, del siglo XVIII, de estilo barroco. Ya entrado el siglo XVIII, el claustro fue decorado en sus fachadas exteriores, al gusto de la época, que era un cargado barroco. Se considera a Fray Plácido Iglesias, monje arquitecto de Celanova, natural de Terra de Montes (Pontevedra), artífice de esta ornamentación, al tiempo que se le atribuye construcción de la escalera abacial que comunica los dos pisos de este claustro, y que también da acceso a la torre de los abades.
Como parte de esa decoración merece una mención las enormes gárgolas.

Gárgolas
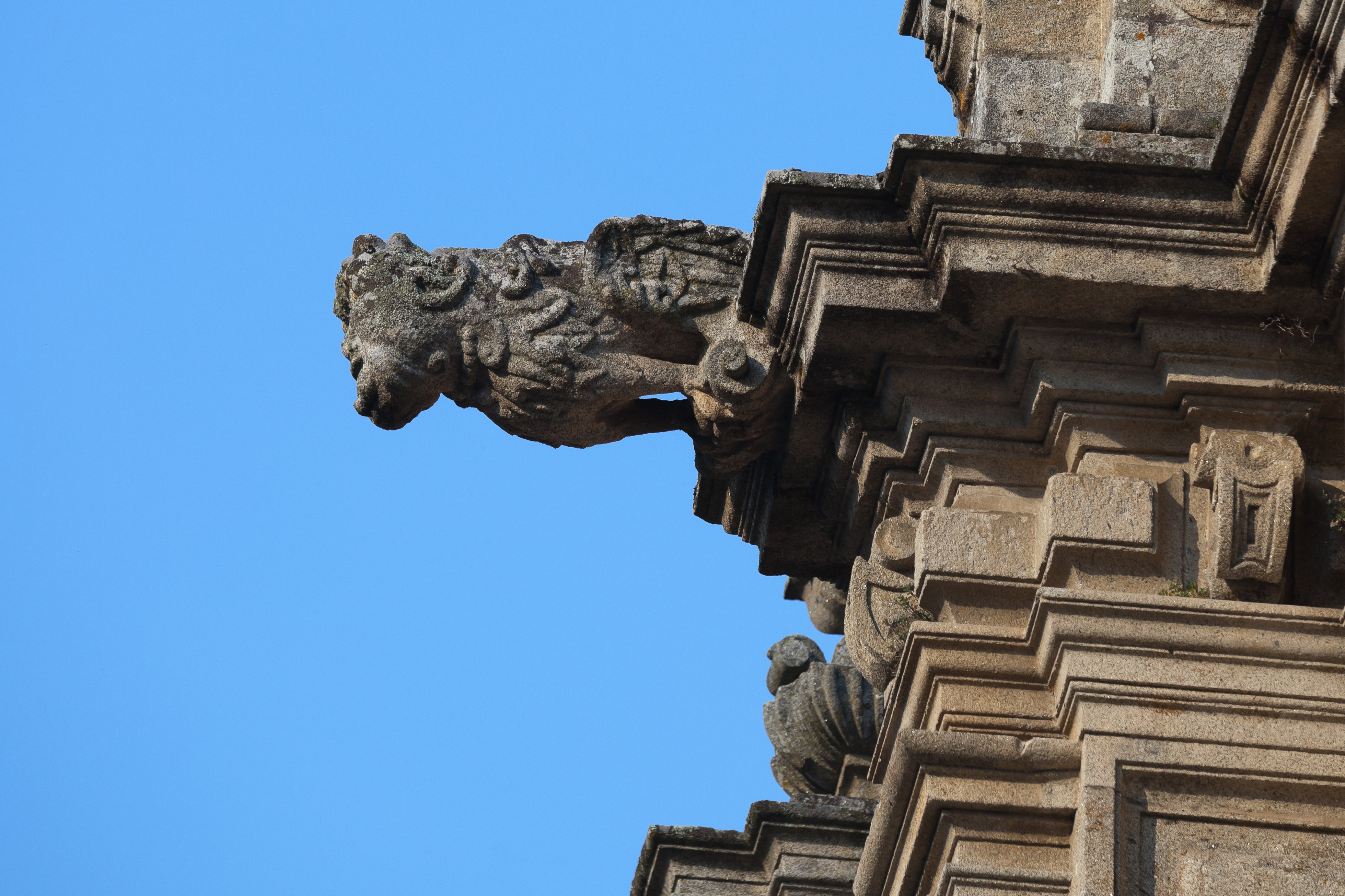
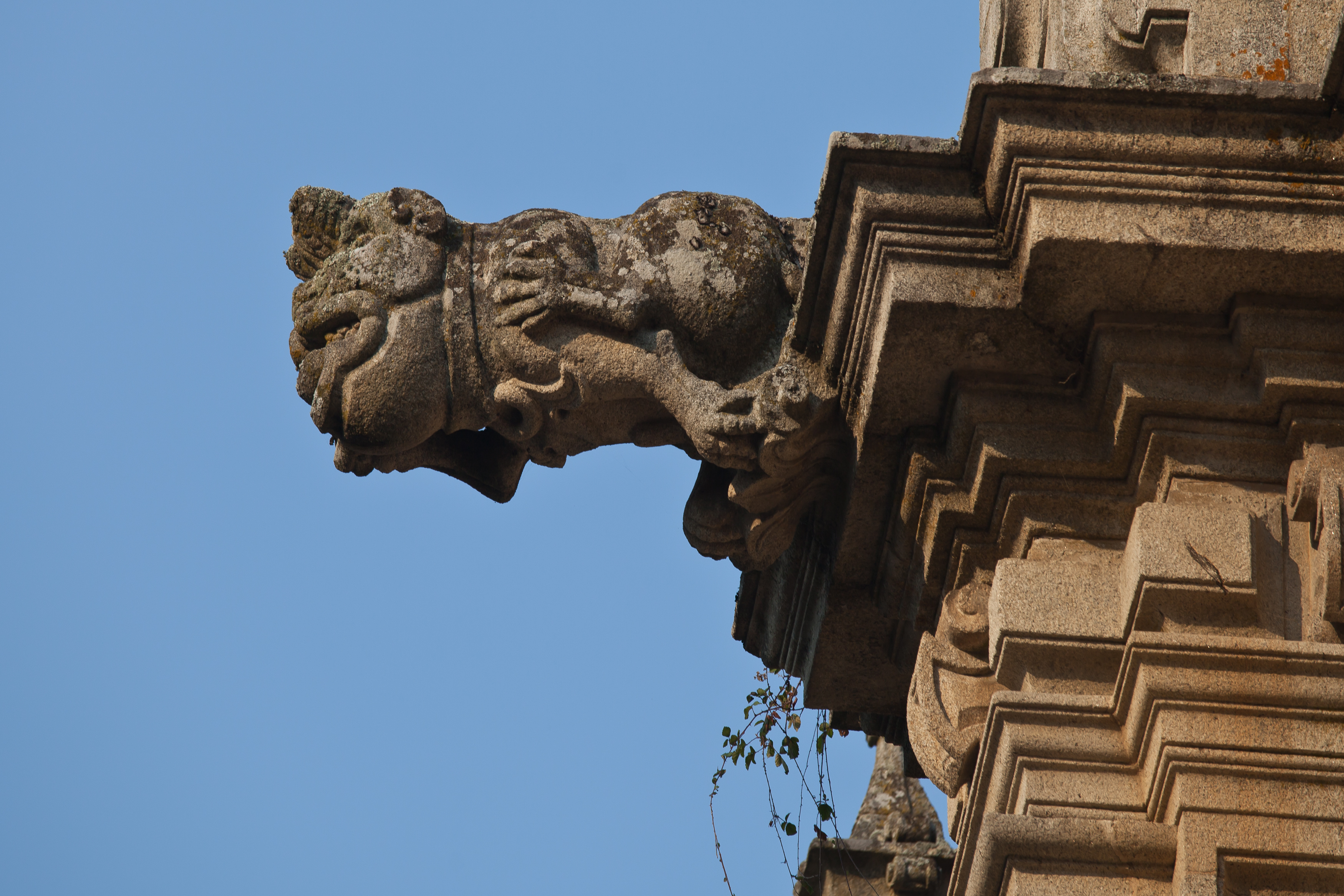
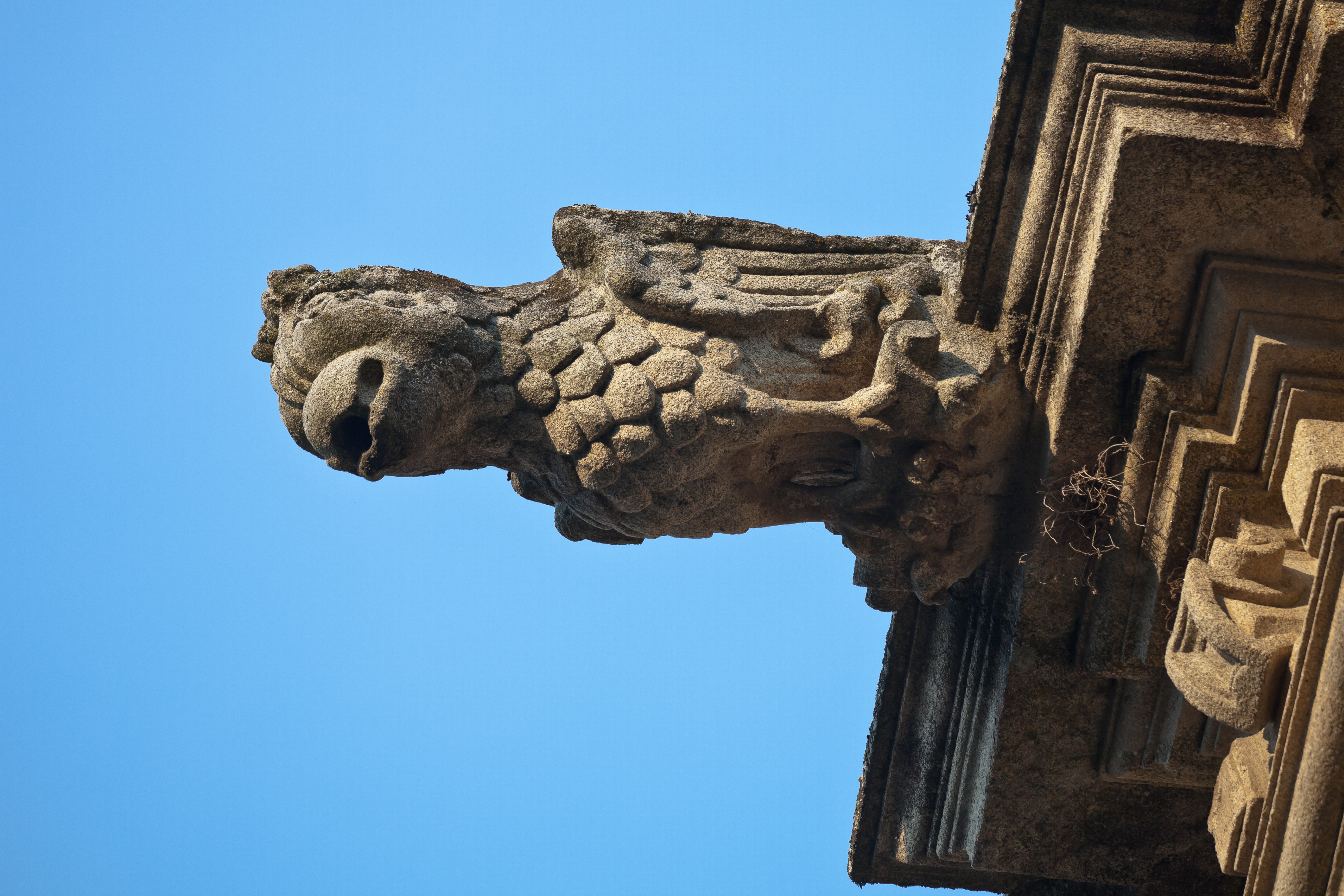

- El claustro del Poleiro (o «percha»):[12] su construcción se inició en 1611, y fue finalizado en el año 1722,[7] caracterizado por una curiosa balconada que permite acceder a las celdas, que se sitúan en el entresuelo (entre la planta baja y la primera planta del edificio), y que está sostenida por grandes ménsulas características de la arquitectura popular gallega, que le dan el nombre popular de poleiro.[8] Su traza es sencilla y dimensiones muy parecidas al claustro barroco. Construido siguiendo el estilo neoclásico.[12][7][3]

A su alrededor se distribuyen las diferentes dependencias que en su momento fueron dedicadas a las labores de administración, servicio y residencia de los monjes, así como la iglesia.
La biblioteca, situada en la planta alta de la nave central que separa y une a la vez los dos claustros, otras escaleras de este mismo claustro y algunas dependencias anexas como el patio de las caballerías, ofrecen soluciones arquitectónicas interesantes.

## Capilla de San Miguel Arcángel
De los tiempos del fundador, la única muestra arquitectónica que pervive es la capilla de San Miguel, situada actualmente tras el ábside del templo monacal y en lo que en otro tiempo fue denominada la “huerta del noviciado”, y que constituye actualmente un jardín.
Se inicia su construcción en el 937 y se finaliza en el año 942, es la joya del conjunto y uno de los edificios religiosos más singulares de España. Fue declarada Monumento Nacional en 1923.
Presenta características del estilo mozárabe, con numerosos arcos de herradura, muy cerrados y con dovelas de eje descentrado y rodeadas por chambrana.

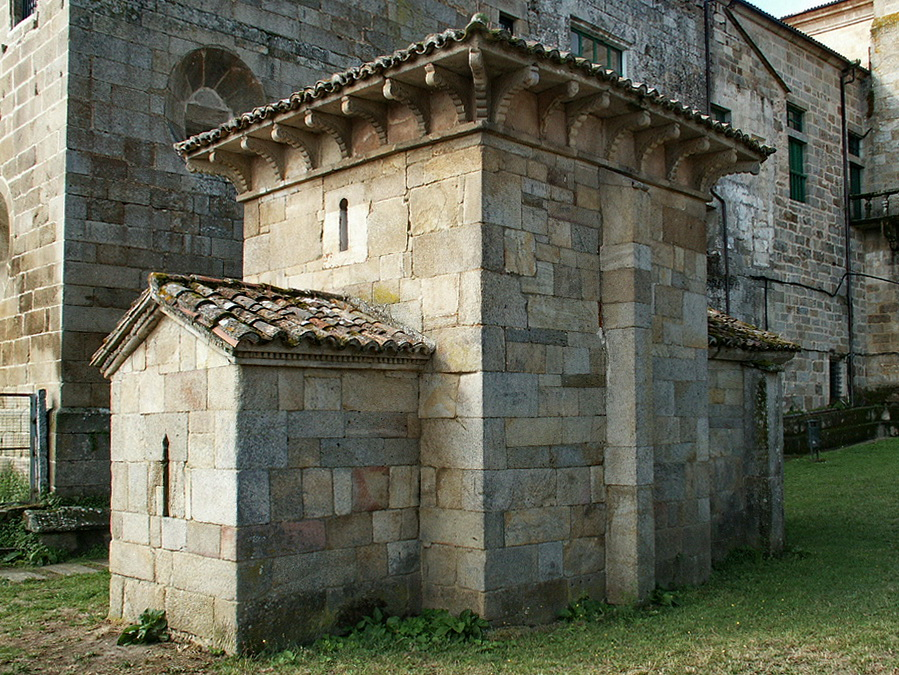
Vista exterior
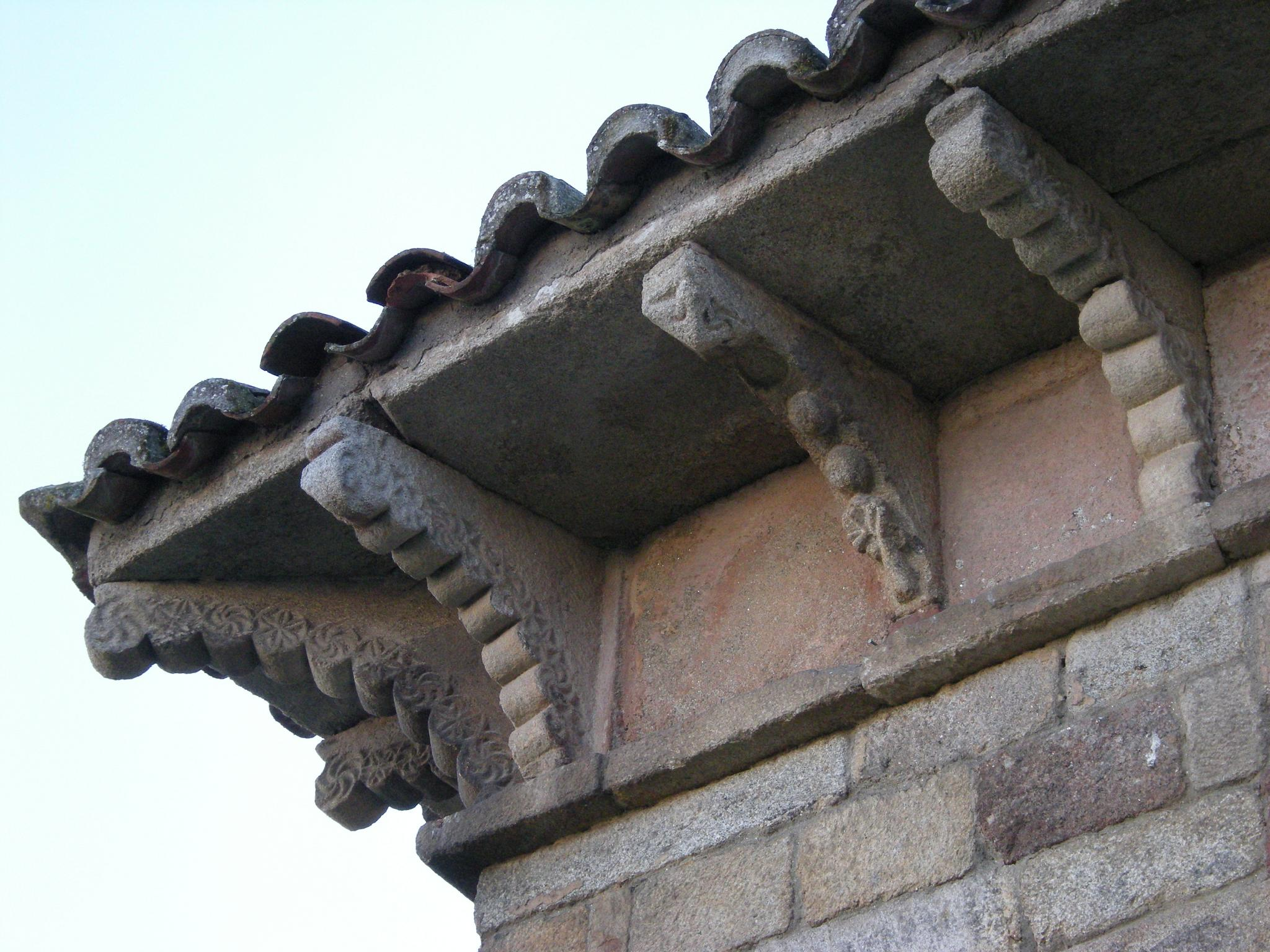
Detalle del alero
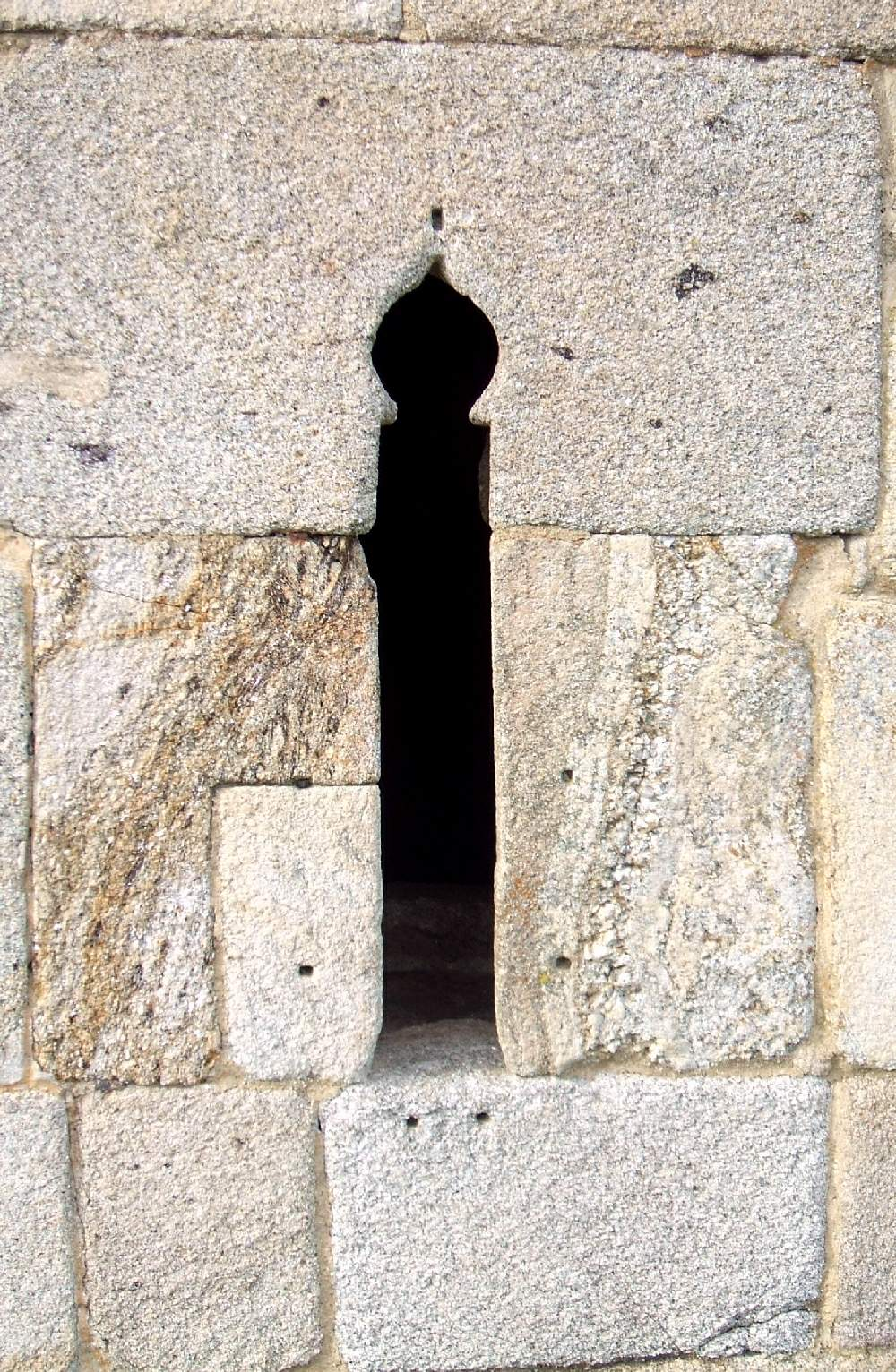
Detalle exterior de la ventana
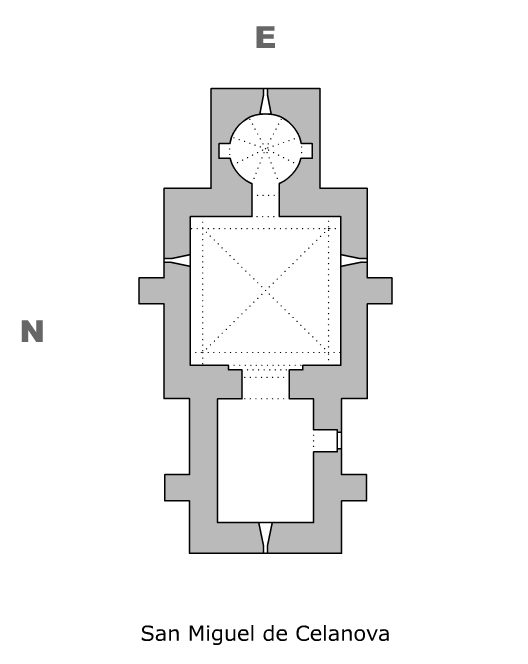
Planta de la capilla

Levantada con perfectos sillares de granito de medidas muy diversas y asentados a hueso, mide 8,5 m de largo por 6 m de alto, ocupando en planta no más de 22 metros cuadrados. Tanto desde el exterior como interiormente, se distinguen tres volúmenes o cuerpos identificativos, pero que no naves, de la denominada arquitectura mozárabe o de repoblación. El primero de ellos sirve como tramo de acceso al interior, y está cubierta con bóveda de cañón. Un cuerpo central de mayor altura que los demás, se superpone en el centro con bóveda interior de aristas de ladrillo, y un voladizo al exterior muy salido y dotado de las características ménsulas de rollos. El tercer cuerpo es el ábside, al que se accede por un arco de herradura con chambrana. En su interior presenta una bóveda gallonada.

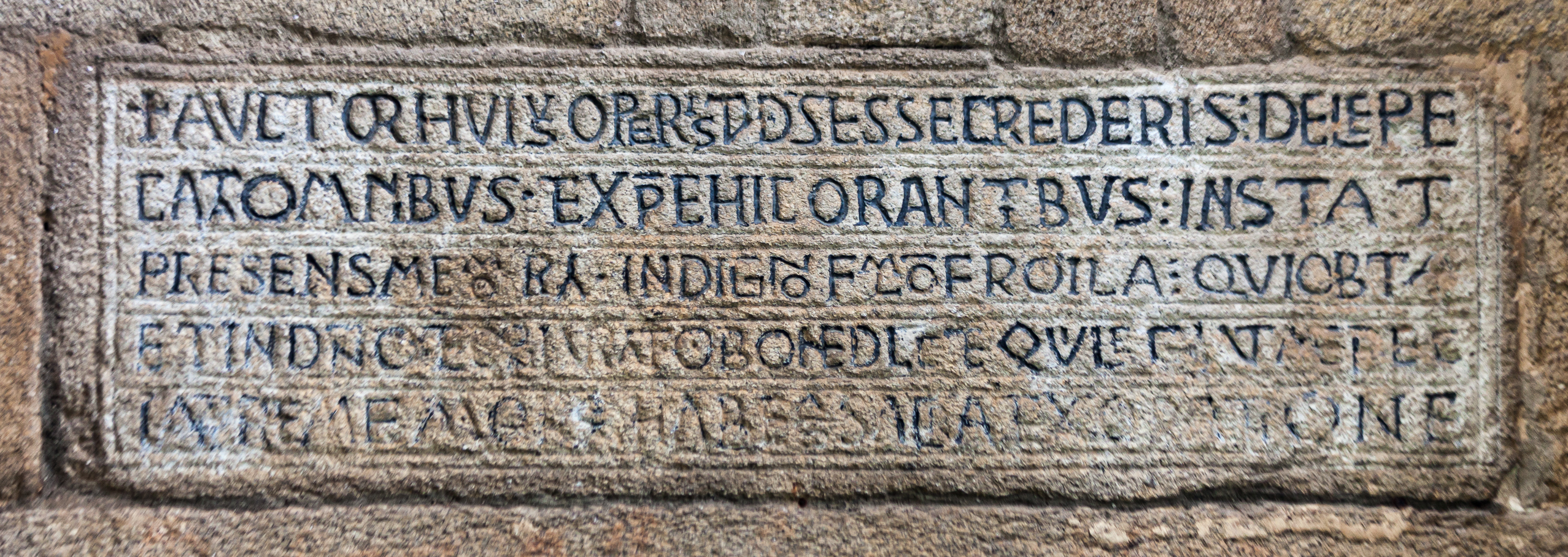
Inscripción sobre la entrada.
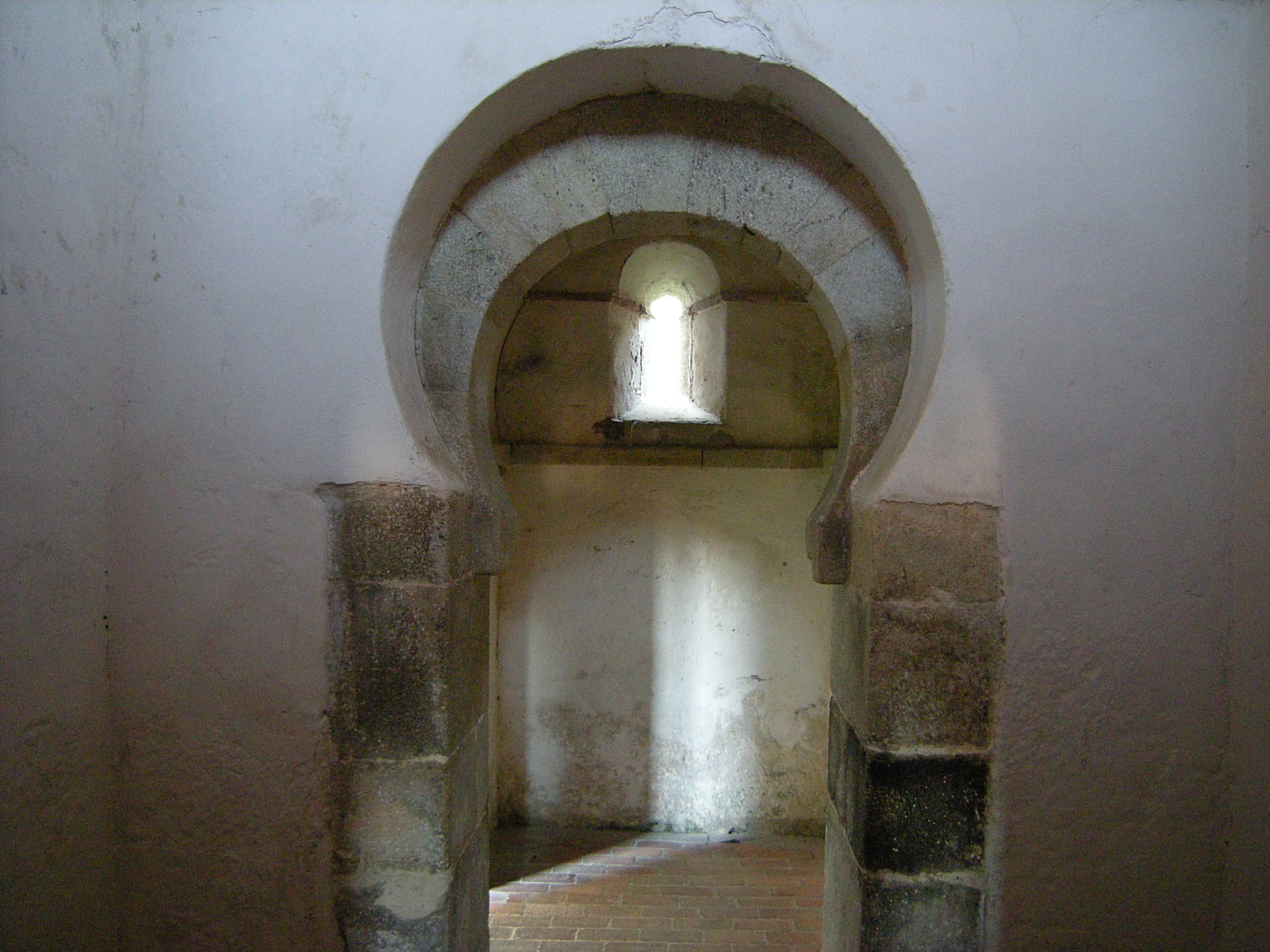
Espacio interior.
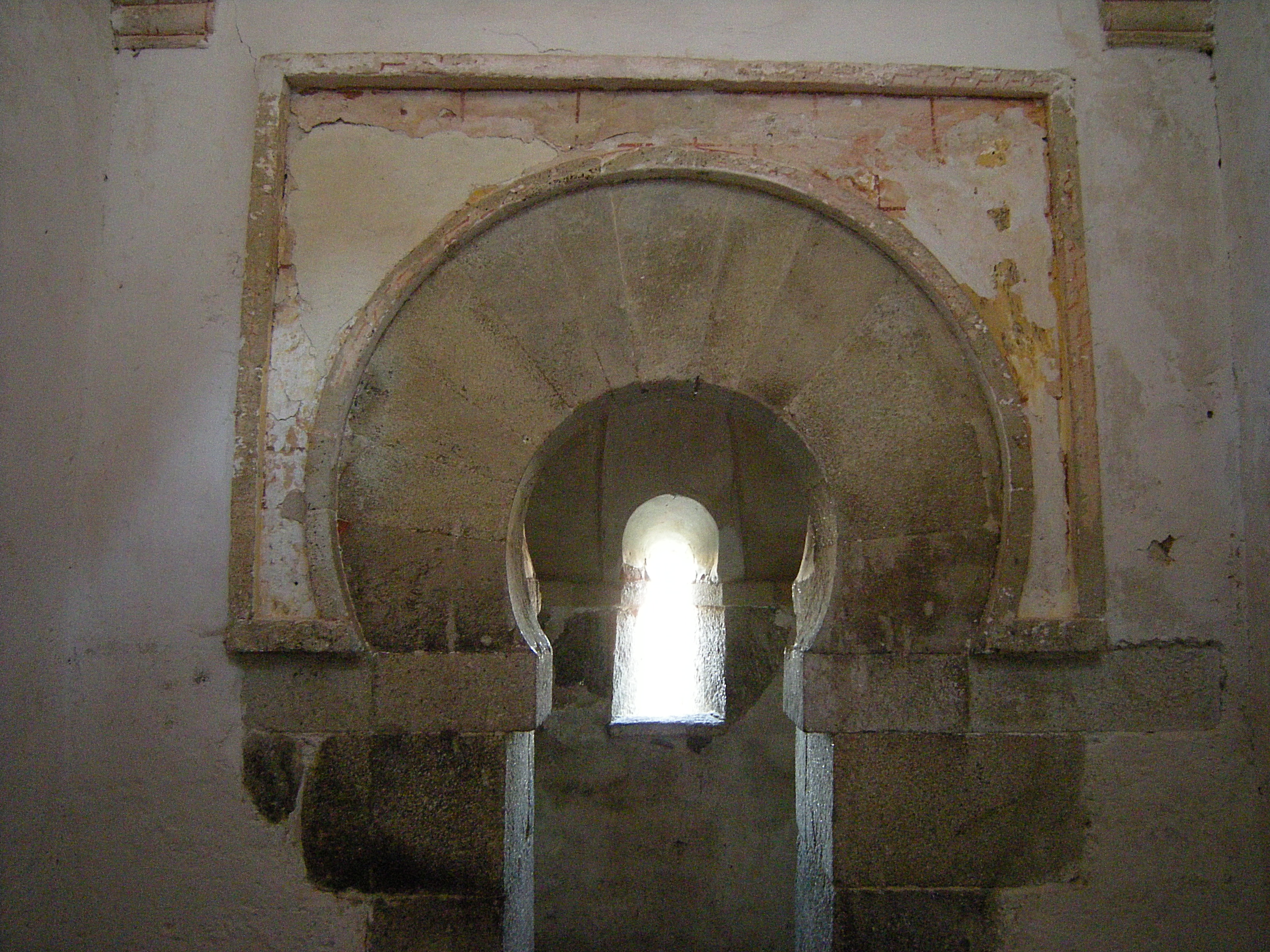
Detalle arcos de herradura.
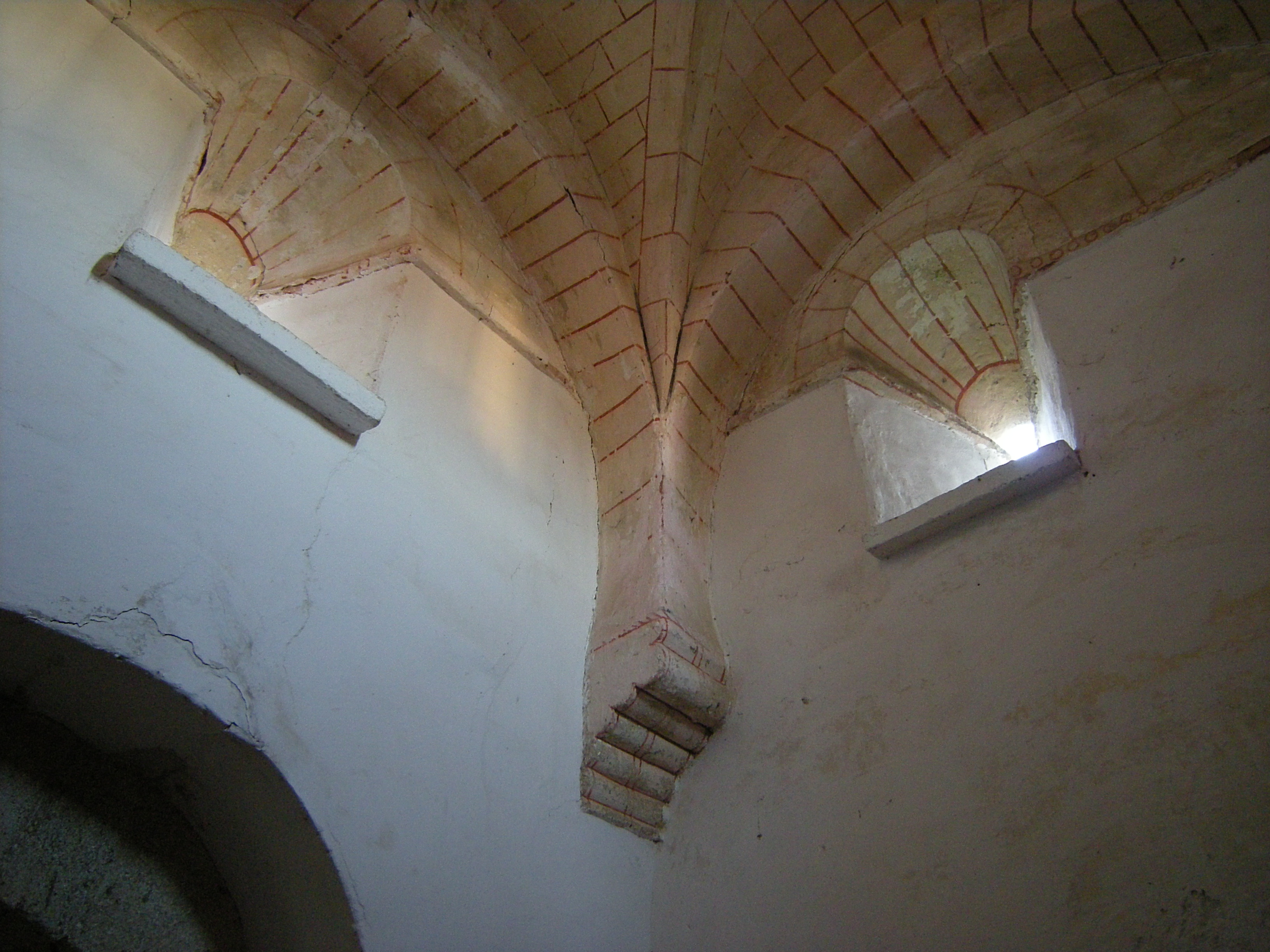
Detalle inicio de bóveda.
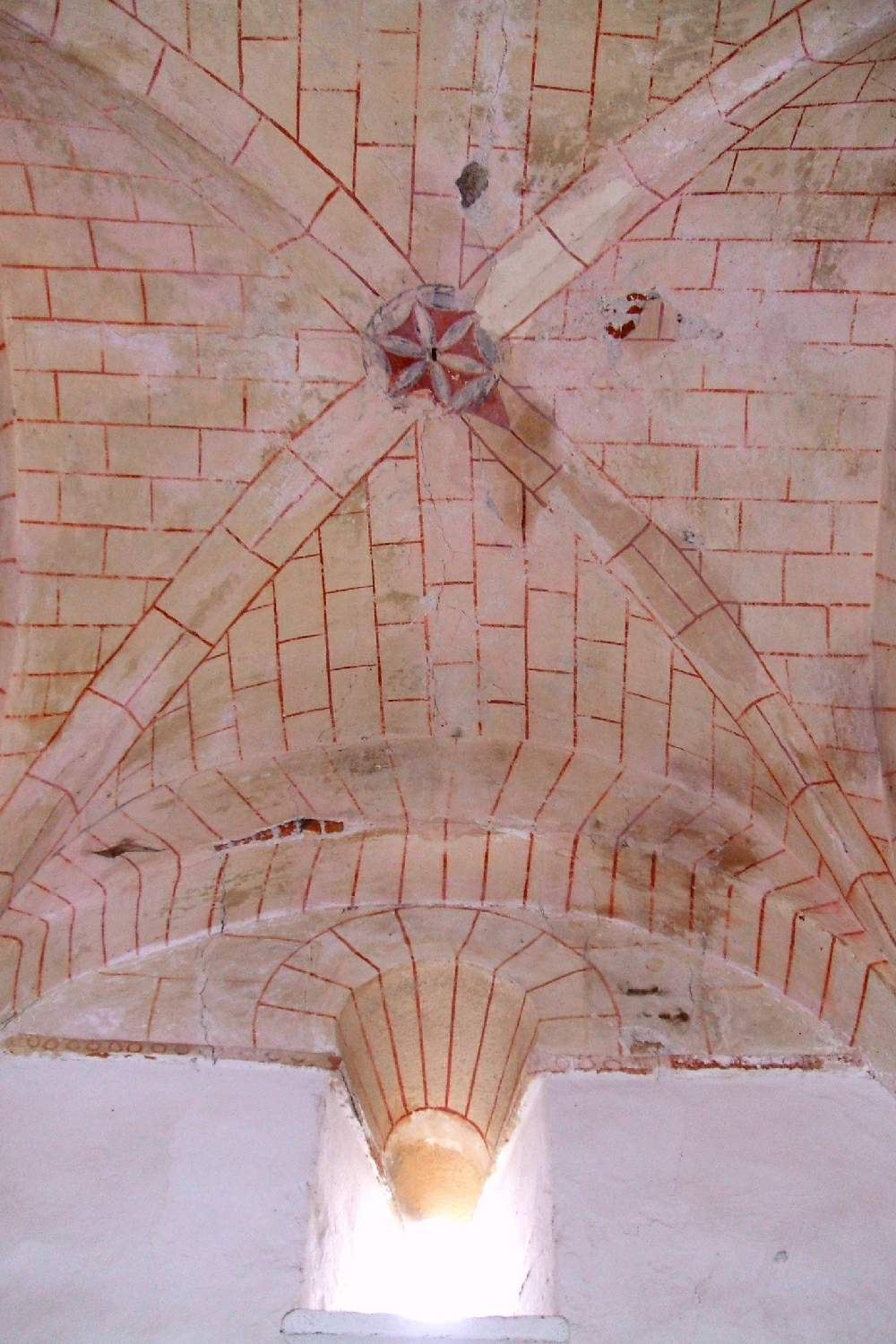
Bóveda.

Sus pequeñas dimensiones llevan a hacer dudosa cualquiera teoría que se realice sobre su función original. Ya fuera capilla para la devoción privada del santo, ya edificio funerario, lo cierto es que está dedicada al arcángel san Miguel y fue mandada construir por Froilán, hermano de san Rosendo, tal como revela una inscripción de la época grabada sobre el dintel de la puerta y que constituye una plegaria a Cristo, para que el visitante lo encomiende en sus oraciones:

(Crux) Auctor huius operis tu D(eu)s esse crederis dele pe
ca(t)a omn(i)bus te Chr(ist)e hic orantibus instat
presens memoria indigno f(a)m(u)lo Froila qui ob(ii)t
et in D(omi)no te coniurat o bone d(i)cete qui legi(ti)s ut me pec
cat(o)rem memor habeas sacra ex oratione
A ti, Dios, te creemos el autor de esta obra; Cristo, borra los pecados de todos lo que aquí oren; la fugacidad del recuerdo insta a tu indigno siervo Froila que desea y en el señor te conjura, ¡oh! bien amado que lees, para que a mi, pecados, me tengas en la memoria en la sagrada oración.
Traducción dada por Vázquez Rozas (2008, pp. 295-296).

L. Menéndez Pidal restaura el edificio en 1952-1954, pero no se tienen noticias de su actuación. No se conocen publicaciones de trabajos arqueológicos, pero Núñez cita el hallazgo de una necrópolis del siglo X.